# Provincia di Frosinone
La provincia di Frosinone è una provincia italiana del Lazio meridionale che conta 461 454 abitanti.
Confina a nord con l'Abruzzo (provincia dell'Aquila), a est con il Molise (provincia di Isernia), a sud con la Campania (provincia di Caserta), a sud-ovest con la provincia di Latina e a nord-ovest con la città metropolitana di Roma Capitale.

## Geografia fisica
Il territorio della provincia comprende larga parte del bacino del fiume Sacco e di quello del Liri e le sorgenti del fiume Aniene. I confini territoriali sono posti per lo più in corrispondenza di catene montuose, dai Monti Ernici a nord e i Monti Lepini a sud-ovest, ai Monti Ausoni e i Monti Aurunci a sud, alle Mainarde a nord-est.

### Orografia
Il sistema montuoso che interessa il territorio della provincia di Frosinone segue il naturale sviluppo delle catene montuose della penisola italiana; i due sistemi principali sono ascrivibili all'Appennino centrale a nord e al preappennino laziale a sud, divisi da un vasto territorio vallivo attraversato dal fiume Sacco e dal Liri, definito complessivamente Valle Latina.
Il tratto dell'Appennino centrale che degrada nella provincia si muove dai Monti Sabini a Nord fino a scendere nel frusinate in direzione sud-est nelle catene dei Monti Simbruini (fino a Trevi nel Lazio), Monti Cantari ed Ernici fino alla conca di Sora. Un tratto dell'Appennino abruzzese sconfina nel Lazio a est di Sora e della media valle del Liri: dalla Serra Lunga sempre in direzione sud-est raggiunge la Valle di Comino e il gruppo montuoso delle Mainarde-Monti della Meta. Fra le vette principali il Monte Viglio a Filettino, la Monna a Guarcino, Pizzo Deta (Pizzuteta) a Veroli e il Monte Meta a Picinisco.

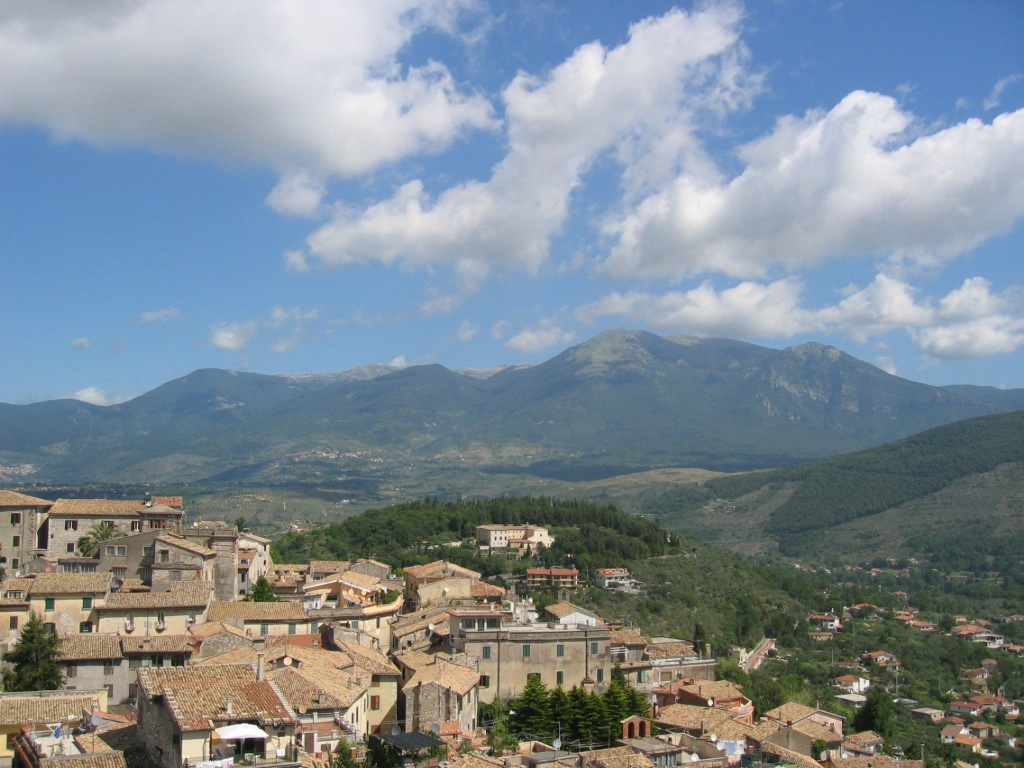
Panorama dei monti Ernici da Alatri.

Appartengono invece al preappennino laziale le catene montuose che si sviluppano parallele all'Appennino centrale, delle quali la minore è il gruppo del Monte Cairo a nord di Aquino, che separa la Val Comino dalla valle del Liri. Dal Vulcano Laziale nella città metropolitana di Roma Capitale scendono verso sud-est invece i Monti Lepini che in provincia di Frosinone raggiungono modeste altezze con il Monte Cacume presso Patrica. I Lepini degradano poi presso Priverno dove la valle del fiume Amaseno li separa dal gruppo montuoso degli Ausoni-Aurunci che a sud raggiungono le foci del Garigliano. Tra le cime si ricorda il Monte Fammera.

### Idrografia

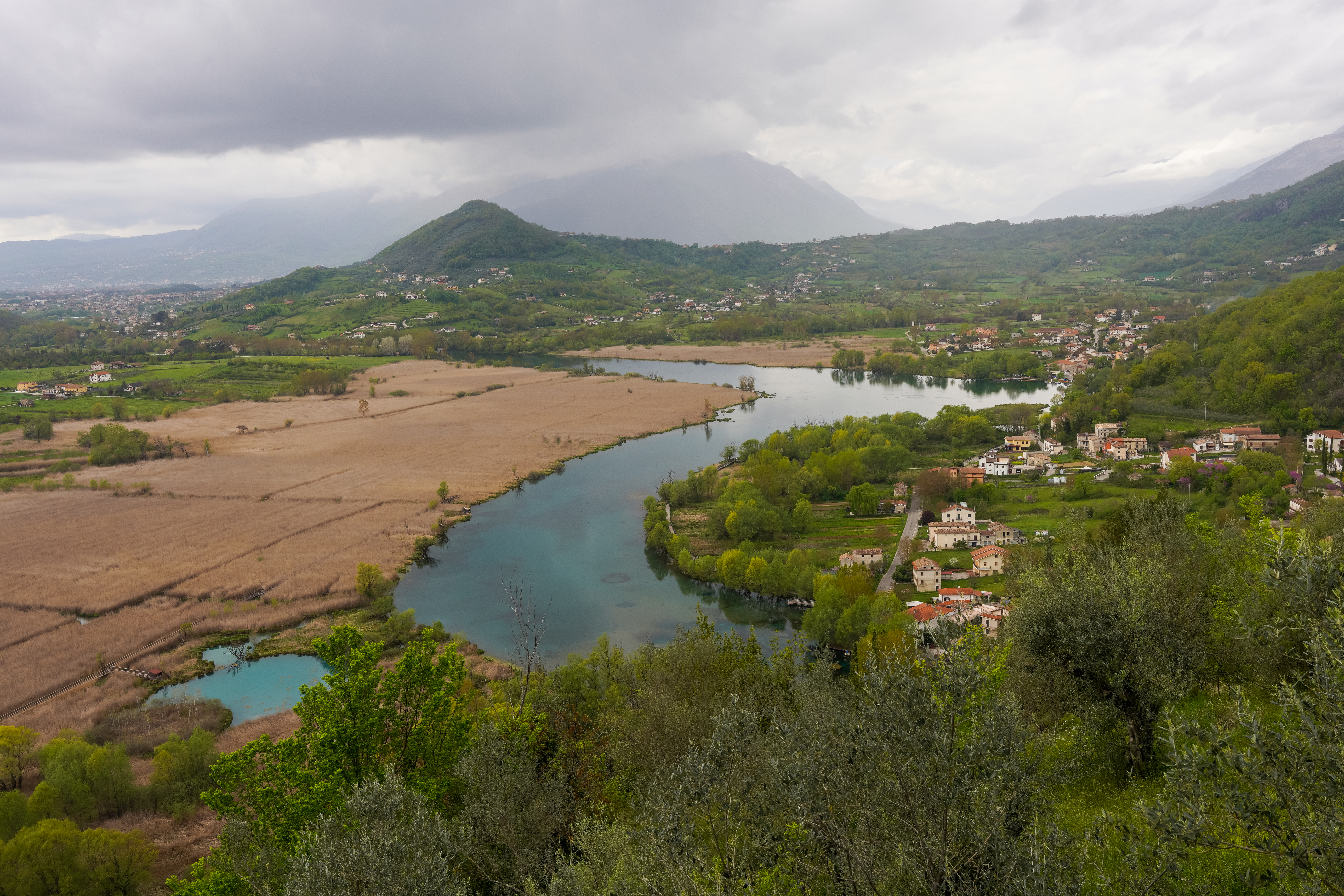
Il lago di Posta Fibreno.

#### Laghi
La maggior parte dei bacini lacustri sono invasi artificiali per l'alimentazione di centrali idroelettriche. Interessano la Valle del Liri, a Vallerotonda il lago di Cardito, a Picinisco di Grotta Campanaro, ad Arce il lago di Isoletta originato dalle acque del Liri e il lago San Giacomo. Gli unici due bacini naturali sono di origine carsica, il lago di Canterno presso Fiuggi e il lago di Posta Fibreno. E il laghetto Solfatara a Fontana Liri formato dalla confluenza di due sorgenti, una d'acqua dolce l'altra d'acqua sulfurea.

#### Fiumi

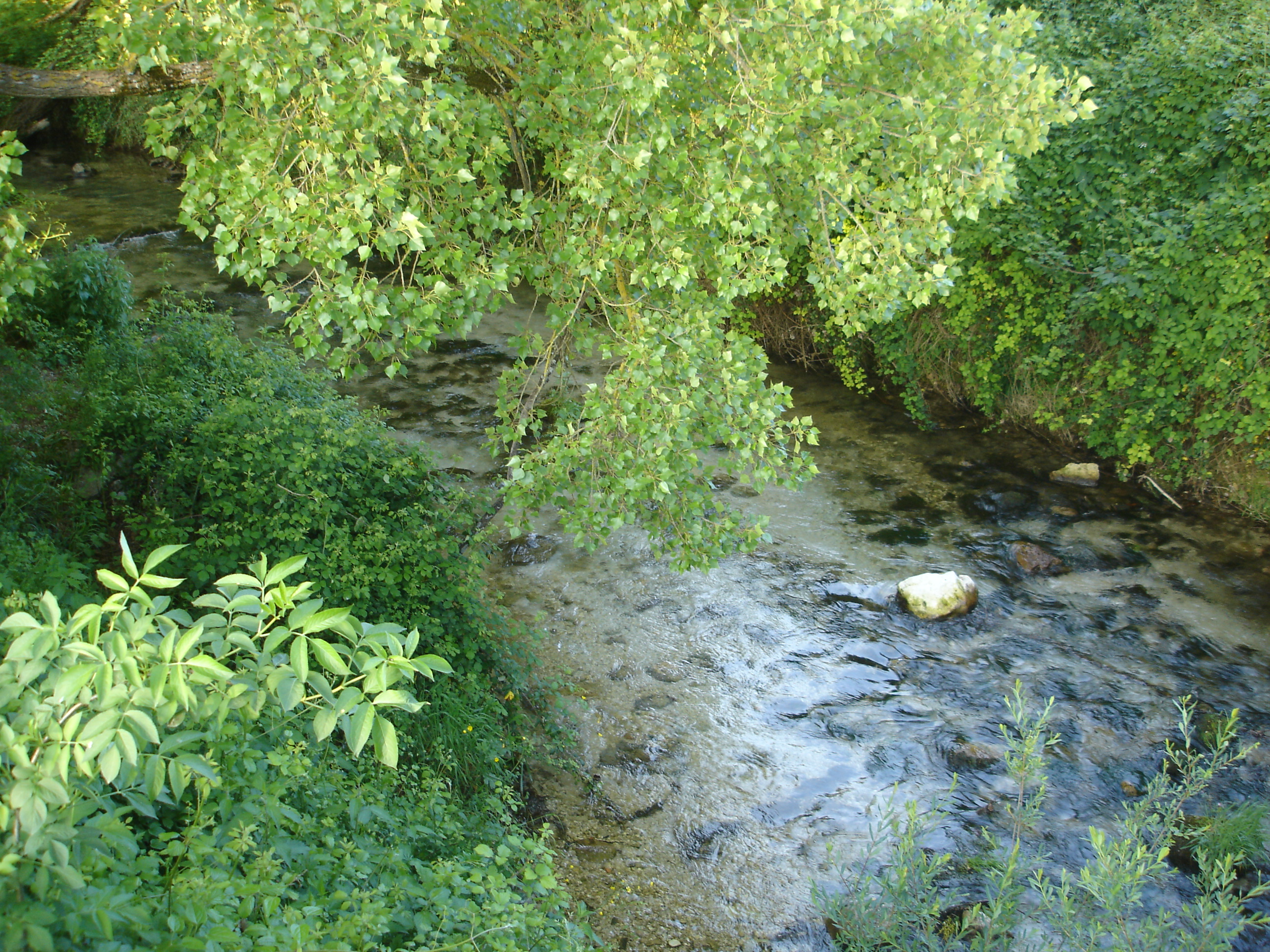
Il fiume Melfa presso Picinisco

L'idrografia del territorio della provincia è segnata da due principali bacini fluviali: la Valle del Liri e la Valle del Sacco. Il Liri inizia il suo corso in Abruzzo per poi entrare nel Lazio presso Sora, dove accresce notevolmente la sua portata grazie al principale affluente, il Fibreno che sorge presso il lago omonimo. Il Liri divide quindi in due la provincia, sviluppando il suo percorso da nord verso sud fino a Ceprano dove incontra il Sacco. Prima di incontrare il Gari e di formare il Garigliano riceve le acque del Melfa, il principale fiume della Valcomino, insieme al Mollarino.
Nella valle del Sacco dai monti Ernici scende il fiume Cosa che attraversa Alatri e Frosinone. L'Amaseno, che sorge presso l'omonima città, è l'unico fiume non affluente del Liri, che attraversa l'agro pontino e sfocia nel Tirreno presso Terracina (LT).

### Clima
Secondo i dati medi del trentennio 1961-1990, la temperatura media del mese più freddo, gennaio, si aggira attorno ai +6 °C, mentre quella dei mesi più caldi, luglio e agosto, si attesta sui +23 °C; mediamente, si registrano 47 giorni di gelo all'anno.
Le precipitazioni medie annue sono abbondanti, attorno ai 1300 mm, mediamente distribuite in 100 giorni, con un picco tra l'autunno e l'inverno ed un minimo relativo estivo.
| FROSINONE                    | Mesi  | Mesi  | Mesi  | Mesi | Mesi | Mesi | Mesi | Mesi | Mesi | Mesi  | Mesi  | Mesi  | Stagioni | Stagioni | Stagioni | Stagioni | Anno    |
| FROSINONE                    | Gen   | Feb   | Mar   | Apr  | Mag  | Giu  | Lug  | Ago  | Set  | Ott   | Nov   | Dic   | Inv      | Pri      | Est      | Aut      | Anno    |
| ---------------------------- | ----- | ----- | ----- | ---- | ---- | ---- | ---- | ---- | ---- | ----- | ----- | ----- | -------- | -------- | -------- | -------- | ------- |
| T. max. media (°C)           | 10,6  | 12,1  | 14,7  | 17,9 | 22,6 | 26,6 | 30,3 | 30,2 | 26,5 | 21,2  | 15,3  | 11,5  | 11,4     | 18,4     | 29,0     | 21,0     | 20,0    |
| T. min. media (°C)           | 0,5   | 1,7   | 3,7   | 6,1  | 9,8  | 13,2 | 15,8 | 16,0 | 13,4 | 9,2   | 5,0   | 1,8   | 1,3      | 6,5      | 15,0     | 9,2      | 8,0     |
| Giorni di gelo (Tmin ≤ 0 °C) | 15    | 10    | 5     | 1    | 0    | 0    | 0    | 0    | 0    | 0     | 4     | 12    | 37       | 6        | 0        | 4        | 47      |
| Precipitazioni (mm)          | 132,6 | 128,2 | 100,2 | 98,9 | 68,5 | 50,6 | 39,9 | 65,3 | 95,2 | 141,7 | 202,2 | 175,4 | 436,2    | 267,6    | 155,8    | 439,1    | 1 298,7 |
| Giorni di pioggia            | 9     | 9     | 10    | 11   | 8    | 7    | 4    | 6    | 7    | 8     | 11    | 11    | 29       | 29       | 17       | 26       | 101     |
| Umidità relativa media (%)   | 77    | 74    | 70    | 71   | 72   | 70   | 68   | 68   | 71   | 75    | 79    | 78    | 76,3     | 71       | 68,7     | 75       | 72,8    |

## Storia

### Preistoria ed Età Antica
La presenza dell'uomo nel territorio è testimoniata già in età molto antica. Il ritrovamento di ossa appartenente al genere Homo, presso i comuni di Ceprano e di Pofi sono collocabili al Paleolitico. L'Uomo di Ceprano sembrerebbe risalire a un periodo compreso tra gli 800 000 ed 1 milione di anni fa. Durante il passaggio dall'età del bronzo all'età del ferro l'uomo trasforma le proprie abitudini di vita stanziandosi in villaggi perenni e dedicandosi alla caccia e ad una primitiva forma di agricoltura. Abitazioni e testimonianze indirette sono state rinvenute nei pressi di Alatri e Frosinone in località Selva dei Muli.

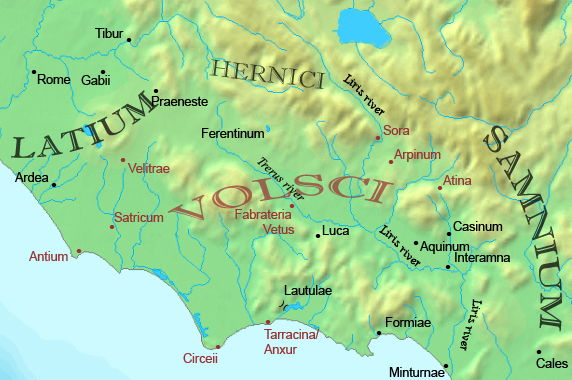
Il Lazio intorno alla metà del IV secolo

In tempi storici, intorno al X-IX secolo a.C., si vide lo stanziamento di genti indoeuropee su un territorio probabilmente già occupato da popolazioni cosiddette Pelasgiche. Questi fatti vengono echeggiati in un gran numero di leggende latine e mediterranee, come nell'Eneide di Virgilio, in cui appare Camilla, la regina dei Volsci, protetta da Diana, divinità verginale italico-indoeuropea, contro il troiano Enea. Altra leggenda è quella della fuga di Saturno, cacciato dall'Olimpo da Giove, che approdò nel Lazio per insegnare agli uomini la tecnica e per riportare l'età dell'oro. È leggenda anche che Saturno abbia fondato sette città che hanno la "A" come iniziale del nome presentano grandi mura megalitiche, come per esempio Alatri, Anagni, Arpino ed Atina.
Nel VII secolo a.C. la provincia di Frosinone entrò nell'orbita di Roma, e molte delle città che vi fanno parte furono definite Latium adiectum, cioè il «Lazio aggiunto», ovvero il territorio della Valle del Liri. Prima però di conquistare queste terre e di domare i Volsci e gli Ernici dovettero passare quasi 300 anni, due guerre sociali e due guerre sannitiche, che infine portarono le popolazioni del Lazio meridionale alla cittadinanza romana. Da questo momento la provincia di Frosinone seguì il corso dell'impero romano, inclusa nella regio I Latium et Campania.

### Medioevo ed età moderna
Con la caduta dell'Impero romano, dopo le vicissitudini delle invasioni dei goti e dei longobardi, la parte nord dell'attuale provincia diviene parte dello Stato Pontificio come Comitatus Campaniae, in seguito distretto della più vasta Campagna e Marittima e poi della Delegazione apostolica di Frosinone; la parte sud invece fu inclusa nei domini del Regno di Sicilia come parte della Terra di Lavoro, dopo esser stata parte del ducato di Benevento e dei possessi feudali dell'Abbazia di Montecassino, oltre che dei gastaldati di Aquino e Sora. Tra il 1100 e il 1450 raggiunse una discreta autonomia politica la Contea di Ceccano, insieme di feudi posti entro i confini dello Stato Pontificio, a ridosso dei Monti Lepini. I ceccanesi furono, tra l'altro, protagonisti importanti nelle lotta per le investiture tra Papato ed Impero. Dal 1443 al 1796 fu istituito nella media valle del Liri il ducato di Sora, stato feudale del Regno di Napoli che, da sempre amministrativamente molto autonomo, raggiunse per breve tempo autonomia politica.
L'età moderna fu caratterizzata da un discreto isolazionismo della Valle del Sacco, vista la scarsità di vie di comunicazione e l'inattuata modernizzazione territoriale che, essendo legata alle politiche di cardinali ed ecclesiastici, nello Stato Pontificio non scese più a sud di Tivoli e delle città incluse nelle sedi suburbicarie. Nella Valle del Liri solo dopo aver soppresso le strutture feudali del Ducato di Sora e della Terra di San Benedetto fu possibile, sotto il regno dei Borbone di Napoli procedere con le prime tappe dell'industrializzazione e delle riforme amministrative (il 14 luglio 1796 i Borbone disponevano la costruzione della via consolare Sora-Napoli e di un nucleo industriale presso Isola di Sora per la produzione di armi e la filatura del rame).

### Il regno d'Italia e l'istituzione della provincia
Nel 1927, a seguito del riordino delle Circoscrizioni Provinciali stabilito dal regio decreto n. 1 del 2 gennaio 1927, per volontà del governo fascista, venne istituita la provincia di Frosinone, unendo il circondario di Frosinone, dall'unità d'Italia in provincia di Roma, con il circondario di Sora e parte di quello di Gaeta (mandamenti di Pico ed Esperia; la fascia tra il mar Tirreno e i monti Aurunci passò invece alla provincia di Roma), fino ad allora parte della provincia di Terra di Lavoro.
La nuova provincia rappresentava, secondo il disegno originario, il tentativo di unificare l'intera Valle del Liri con il territorio romano. La riorganizzazione della viabilità – che avvicinò i territori fin allora in Terra di Lavoro a Frosinone con la realizzazione della Strada statale 637 di Frosinone e di Gaeta – e, prima dell'istituzione della provincia di Latina, la posizione centrale del circondario di Frosinone rispetto a tutto il Lazio meridionale, garantirono alla città il titolo di capoluogo di provincia.

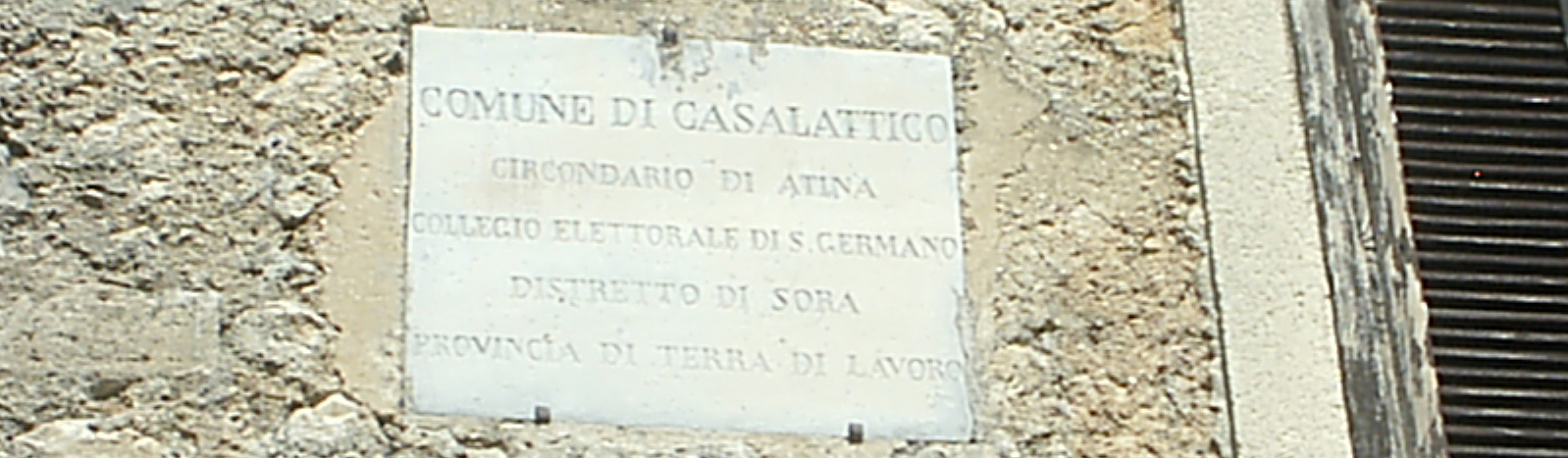
Targa storica all'ingresso di Casalattico (Valle di Comino), già in provincia di Terra di Lavoro

Fu favorito il potenziamento degli uffici e delle sedi, al punto che per incrementare l'importanza della città, molti dei dipendenti pubblici della soppressa Terra di Lavoro furono trasferiti a Frosinone dando per la prima volta al centro urbano un aspetto cittadino che fino ad allora nel circondario era stato proprio di Alatri e Anagni.
Dopo pochi mesi vennero aggregati alla nuova provincia anche i comuni di Amaseno, Castro dei Volsci e Vallecorsa, inizialmente rimasti in provincia di Roma.

### Cartografia antica

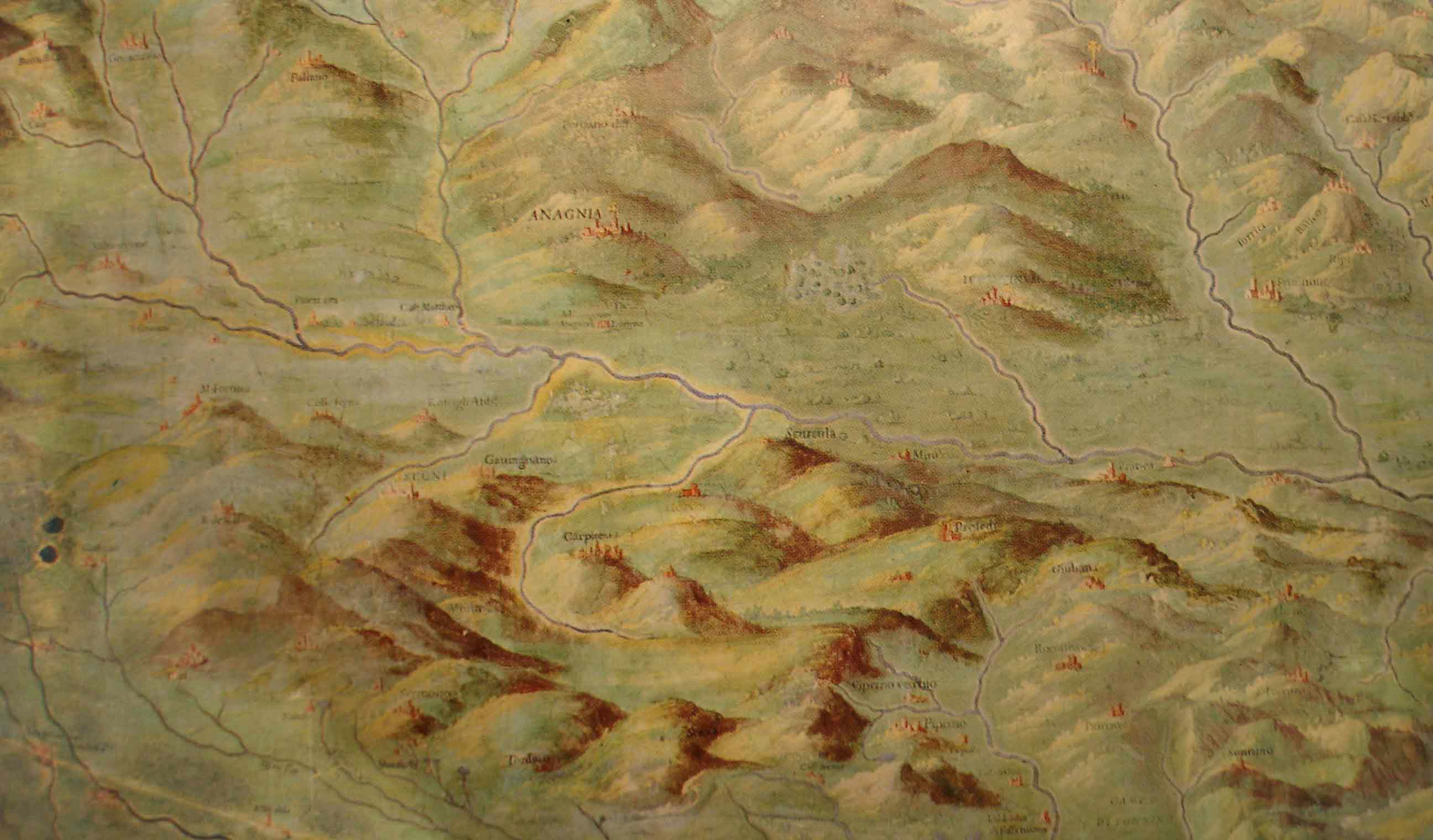
La valle del Sacco in un affresco dei palazzi vaticani.
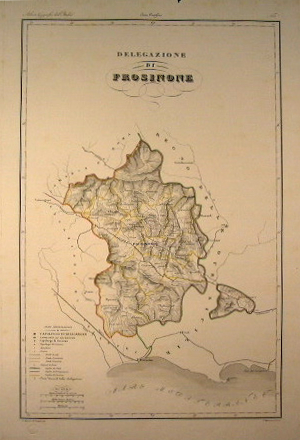
La Delegazione apostolica di Frosinone nel 1842.
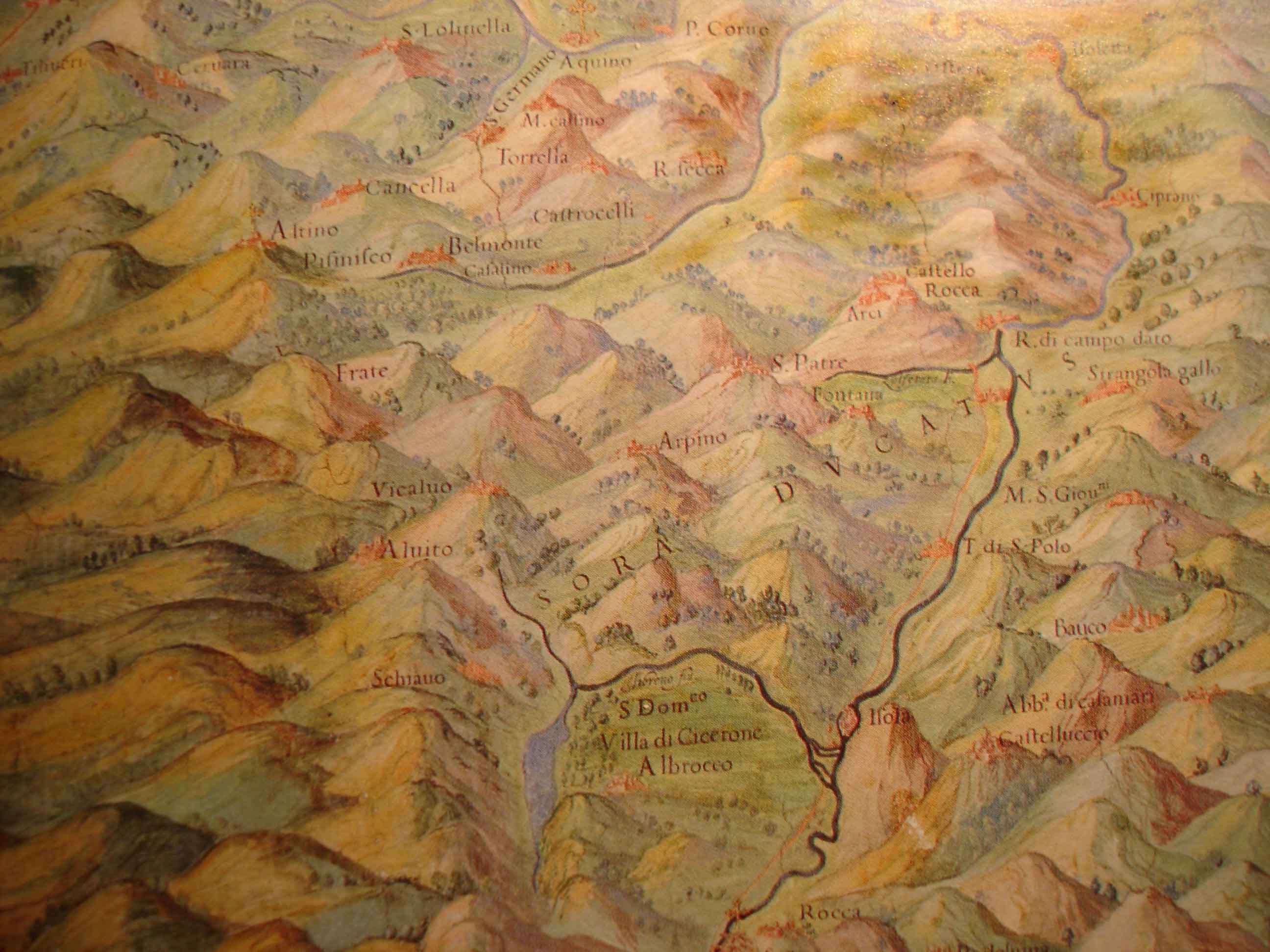
Il ducato di Sora.

### Simboli

Il leone e le cornucopie

Lo stemma e il gonfalone sono stati concessi con regio decreto del 16 febbraio 1928.
Lo stemma ripropone efficacemente la situazione storica e territoriale della provincia e raffigura un leone dorato con in mano un gladio e ai suoi piedi due cornucopie su sfondo azzurro. Il leone è tratto dallo stemma della città di Frosinone come araldo di tutta la parte della provincia un tempo compresa nello Stato Pontificio legata ai simboli solari, celesti e di fuoco (fra cui il leone) della nobiltà romana; le cornucopie, come immagine agreste, economica e di fecondità, contrassegnano la parte meridionale della provincia riprendendo le figure dello stemma della Terra di Lavoro e Provincia di Caserta. Sotto lo scudo una lista dorata riporta il motto Ferocior ad bellandum ("Più feroci nel combattere") ribaltando il senso di una citazione di Livio (Ab Urbe condita, Liber VII) che riferendosi ai Volsci diceva: ferocior ad rebellandum quam bellandum gens ("un popolo più bellicoso nel ribellarsi che nel condurre una guerra").

Gonfalone provinciale

Il gonfalone è un drappo di azzurro, al palo di giallo, caricato dello stemma provinciale. La bandiera è un drappo rettangolare di giallo, fiancheggiato di azzurro, con lo stemma della provincia sulla parte centrale gialla, larga il doppio delle altre due.

## Società

### Comuni
Appartengono alla provincia di Frosinone i seguenti 91 comuni:
| 1. Acquafondata        | 32. Falvaterra                 | 63. San Giorgio a Liri           |
| 2. Acuto               | 33. Ferentino                  | 64. San Giovanni Incarico        |
| 3. Alatri              | 34. Filettino                  | 65. San Vittore del Lazio        |
| 4. Alvito              | 35. Fiuggi                     | 66. Sant'Ambrogio sul Garigliano |
| 5. Amaseno             | 36. Fontana Liri               | 67. Sant'Andrea del Garigliano   |
| 6. Anagni              | 37. Fontechiari                | 68. Sant'Apollinare              |
| 7. Aquino              | 38. Frosinone                  | 69. Sant'Elia Fiumerapido        |
| 8. Arce                | 39. Fumone                     | 70. Santopadre                   |
| 9. Arnara              | 40. Gallinaro                  | 71. Serrone                      |
| 10. Arpino             | 41. Giuliano di Roma           | 72. Settefrati                   |
| 11. Atina              | 42. Guarcino                   | 73. Sgurgola                     |
| 12. Ausonia            | 43. Isola del Liri             | 74. Sora                         |
| 13. Belmonte Castello  | 44. Monte San Giovanni Campano | 75. Strangolagalli               |
| 14. Boville Ernica     | 45. Morolo                     | 76. Supino                       |
| 15. Broccostella       | 46. Paliano                    | 77. Terelle                      |
| 16. Campoli Appennino  | 47. Pastena                    | 78. Torre Cajetani               |
| 17. Casalattico        | 48. Patrica                    | 79. Torrice                      |
| 18. Casalvieri         | 49. Pescosolido                | 80. Trevi nel Lazio              |
| 19. Cassino            | 50. Picinisco                  | 81. Trivigliano                  |
| 20. Castelliri         | 51. Pico                       | 82. Vallecorsa                   |
| 21. Castelnuovo Parano | 52. Piedimonte San Germano     | 83. Vallemaio                    |
| 22. Castro dei Volsci  | 53. Piglio                     | 84. Vallerotonda                 |
| 23. Castrocielo        | 54. Pignataro Interamna        | 85. Veroli                       |
| 24. Ceccano            | 55. Pofi                       | 86. Vicalvi                      |
| 25. Ceprano            | 56. Pontecorvo                 | 87. Vico nel Lazio               |
| 26. Cervaro            | 57. Posta Fibreno              | 88. Villa Latina                 |
| 27. Colfelice          | 58. Ripi                       | 89 Villa Santa Lucia             |
| 28. Colle San Magno    | 59. Rocca d'Arce               | 90. Villa Santo Stefano          |
| 29. Collepardo         | 60. Roccasecca                 | 91. Viticuso                     |
| 30. Coreno Ausonio     | 61. San Biagio Saracinisco     |                                  |
| 31. Esperia            | 62. San Donato Val di Comino   |                                  |

### Comuni più popolosi
(dati aggiornati al 31 marzo 2024)
| Stemma | Città     | Popolazione (ab) | Superficie (km²) |
| ------ | --------- | ---------------- | ---------------- |
|        | Frosinone | 43.416           | 47 km²           |
|        | Cassino   | 34.978           | 82 km²           |
|        | Alatri    | 27.611           | 92 km²           |
|        | Sora      | 24.814           | 71 km²           |
|        | Ceccano   | 22.161           | 60 km²           |
|        | Anagni    | 20.643           | 113 km²          |
|        | Ferentino | 20.044           | 80 km²           |
|        | Veroli    | 19.513           | 120 km²          |

### Etnie e minoranze straniere
Al 1º gennaio 2014 nella provincia di Frosinone risultano residenti 22.932 cittadini stranieri. I gruppi più numerosi sono quelli di:
- Romania 9.138
- Albania 4.081
- Marocco 1.975
- Ucraina 1.018
- Cina 599
- Polonia 576

fonte Istat

### Comunità montane
- Comunità montana Monti Ernici
- Comunità montana L'Arco degli Aurunci
- Comunità montana Valle del Liri
- Comunità montana Monti Lepini, Ausoni e Valliva
- Comunità montana XVI Monti Ausoni di Pico
- Comunità montana Valle di Comino

### Qualità della vita
| Anno | Qualità della Vita (Sole 24 Ore) | Rapporto Ecosistema Urbano (Legambiente) |
| ---- | -------------------------------- | ---------------------------------------- |
| 2000 | 89ª posizione                    |                                          |
| 2001 | 85ª posizione (+4)               |                                          |
| 2002 | 84ª posizione (+1)               |                                          |
| 2003 | 83ª posizione (+1)               |                                          |
| 2004 | 79ª posizione (+4)               |                                          |
| 2005 | 70ª posizione (+9)               |                                          |
| 2006 | 78ª posizione (-8)               |                                          |
| 2007 | 80ª posizione (-2)               | 101ª posizione                           |
| 2008 | 83ª posizione (-3)               | 103ª posizione (-3)                      |
| 2009 | 83ª posizione (=)                | 100ª posizione (+3)                      |
| 2010 | 84ª posizione (-1)               | 94ª posizione (+6)                       |
| 2011 | 84ª posizione (=)                | 96ª posizione (-2)                       |
| 2012 | 86ª posizione (-2)               | 101ª posizione (-5)                      |
| 2013 | 87ª posizione (-1)               | 98ª posizione (+3)                       |
| 2014 | 89ª posizione (-2)               | 92ª posizione (+6)                       |
| 2015 | 84ª posizione (+5)               | 94ª posizione (+2)                       |
| 2016 | 78ª posizione (+6)               | 103ª posizione (-9)                      |
| 2017 | 87ª posizione (-9)               | 99ª posizione (+4)                       |
| 2018 | 81ª posizione (+6)               | 101ª posizione (-2)                      |
| 2019 | 84ª posizione (-3)               | 92ª posizione (+9)                       |
| 2020 | 85ª posizione (-1)               | 72ª posizione (+20)                      |
| 2021 | 82ª posizione (+3)               | 78ª posizione (-6)                       |

## Politica

### Amministrazioni e decentramento
La provincia di Frosinone opera un decentramento amministrativo avendo istituito dal 2003 le sedi distaccate degli uffici provinciali di Anagni, Cassino e Sora. I comuni della provincia sono raggruppati in quattro settori statistici e amministrativi facenti capo alle città di Anagni, Cassino, Frosinone e Sora che raggruppano i vari distretti sanitari, scolastici e centri per l'impiego. Più volte è stata proposta l'unione di alcuni comuni della media valle del Liri nel comune di Lirinia, che diverrebbe il terzo centro urbano per popolazione della provincia. Inoltre si crede che prossimamente la città di Cassino possa diventare la sesta provincia del Lazio.

## Economia

### Agricoltura e allevamento
| Pos. | Utilizzazione dei terreni     | Ettari    |
| ---- | ----------------------------- | --------- |
| 1    | Pascoli utilizzati            | 35.159,06 |
| 2    | Boschi cedui                  | 19.565,01 |
| 3    | Olive per olio                | 16.189,61 |
| 4    | Prati permanenti (utilizzati) | 12.872,99 |
| 5    | Altri erbai                   | 6.014,08  |
| 6    | Boschi a fustaia              | 4.959,12  |
| 7    | Mais                          | 3.760,98  |
| 8    | Altra superficie boscata      | 3.737,19  |
| 9    | Orzo                          | 3.009,3   |
| 10   | Erba medica                   | 2.951,12  |

Secondo i dati ISTAT del 2010, con riferimento alle coltivazioni legnose, superfici a pascolo e boschive escluse, preponderante è la coltivazione di Olive per Olio, mais ed orzo.
Molto sviluppato è l'allevamento e il pascolo di bovini, caprini e ovini, specialmente nella Valle del Sacco e lungo in confine con l'Abruzzo, sulle Mainarde. Dall'attività vengono ricavati prodotti caseari o carne, esportati in tutta la provincia e oltre confine.

### Industria

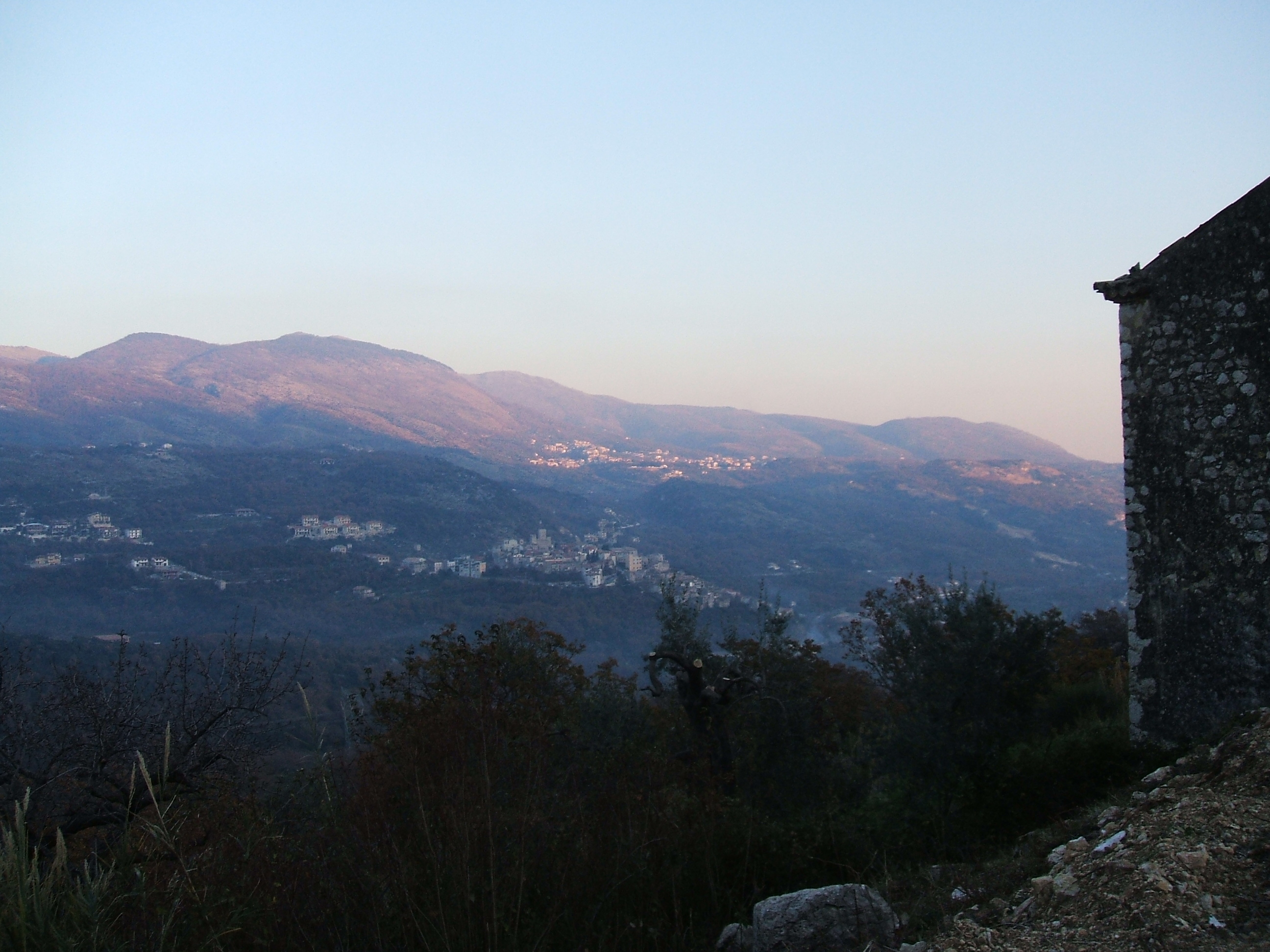
Cave di marmo a Coreno Ausonio.

L'apparato industriale della provincia di Frosinone si presenta come un complesso territoriale fortemente variegato, legato a fattori economici, storici e politici molto diversi fra loro. Gli unici settori che presentano una discreta organizzazione in grado di fornire rappresentanze nazionali sono quelli relativi al polo chimico-farmaceutico di Anagni e quello della metalmeccanica di Cassino, sorti grazie agli interventi politici ed economici della cassa del Mezzogiorno. Sono tutte produzioni localizzate in grandi stabilimenti presso le periferie cittadine.
Un sistema industriale spontaneo e storicamente legato ad uno dei primi processi d'industrializzazione del Mezzogiorno è caratterizzato da un gruppo di imprese di media dimensione in cui è impiegata una percentuale non indifferente dei lavoratori provinciali. Recentemente tali industrie sono state organizzate nei distretti industriali della carta e del vestiario tra Sora, Cassino ed Isola del Liri. Il distretto dell'estrazione e lavorazione del marmo a Cassino è un sistema produttivo più giovane, sorto sulle rive del Garigliano dopo quelli di Sora e quello della ceramica di Civita Castellana.
Discreto infine l'apporto delle imprese a conduzione familiare di carattere artigianale, fra cui emergono i settori del tessile e del mobile nella media valle del Liri, del legno e dell'alluminio in Valcomino e l'indotto dello stabilimento FIAT di Cassino.

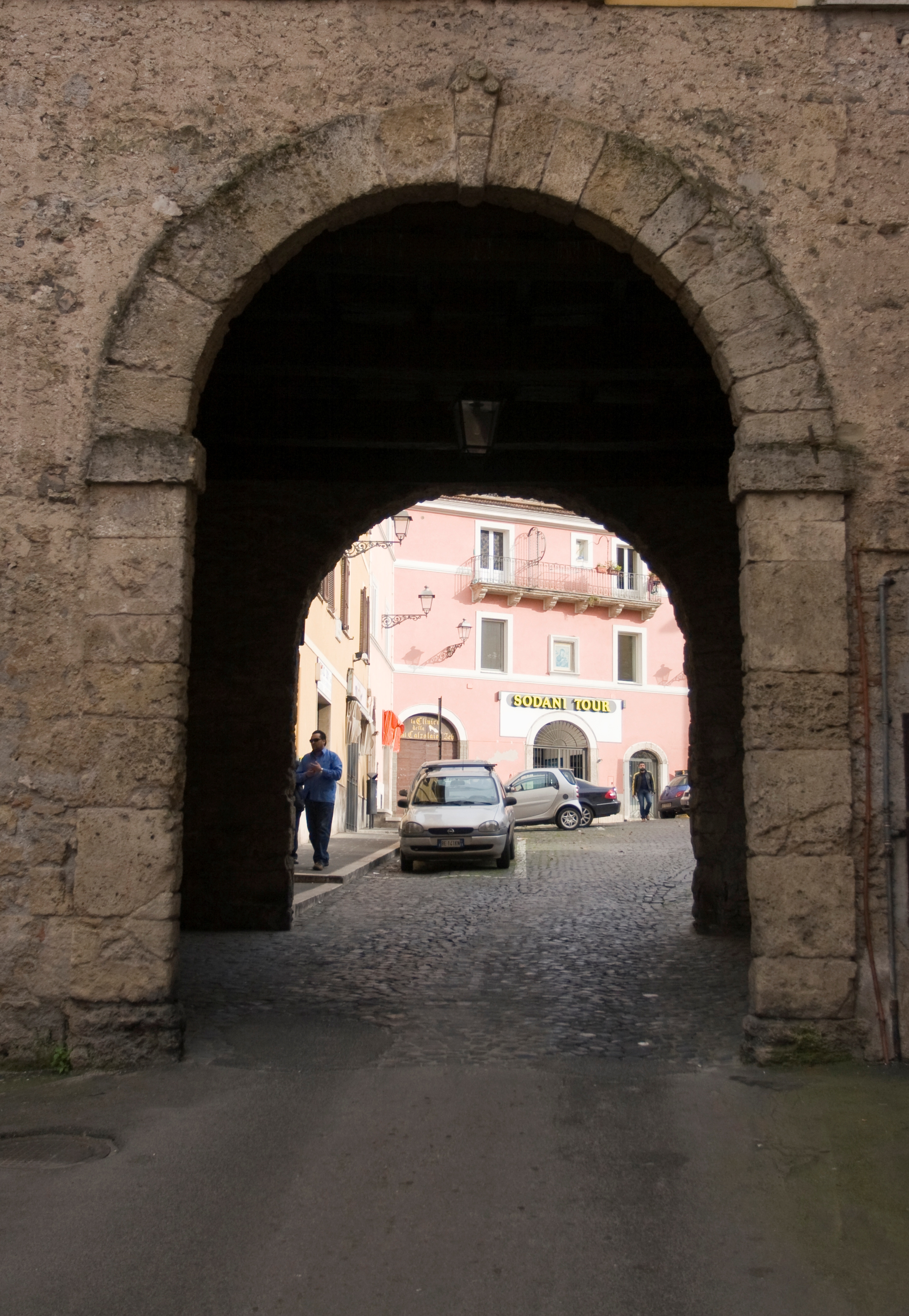
Porta Romana a Frosinone

### Commercio e turismo

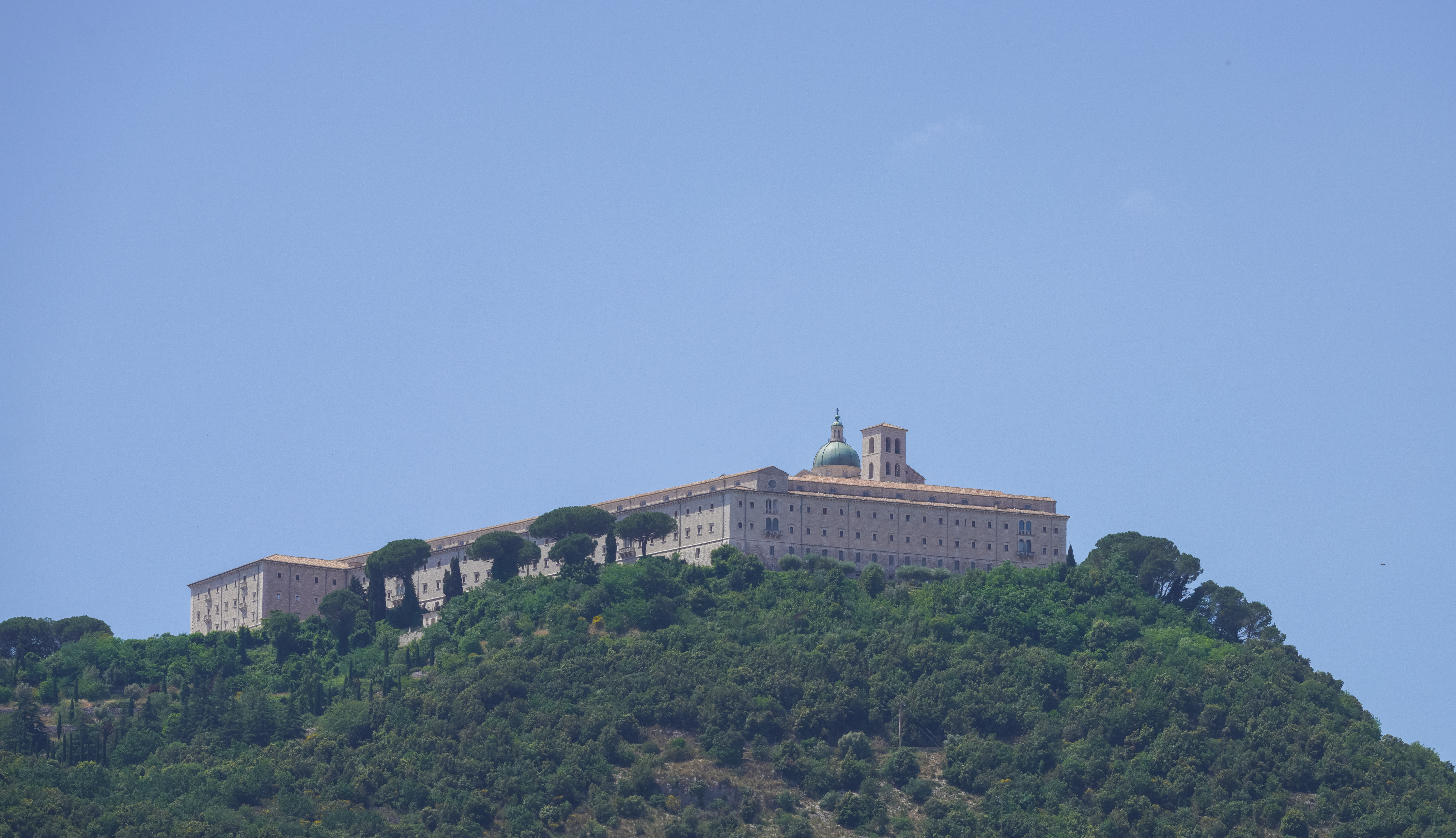
L'Abbazia di Montecassino, una delle principali mete turistiche della Provincia.

Il cosiddetto settore terziario nel territorio provinciale è prevalentemente concentrato nella città capoluogo e nei centri principali sedi di uffici o amministrazioni decentrate come Anagni Sora e Cassino. In quest'ultima città è particolarmente sviluppato il sistema economico che ruota intorno all'università cittadina, istituita negli settanta, il turismo ed al tribunale, a Sora è attivo un importante polo fieristico e un discreto sistema di promozione commerciale, ad Anagni, infine, è sviluppata una discreta attività commerciale dovuta alla presenza di molti centri commerciali, ai numerosi istituti bancari con sede nella città e alla presenza del distaccamento del tribunale di Frosinone.

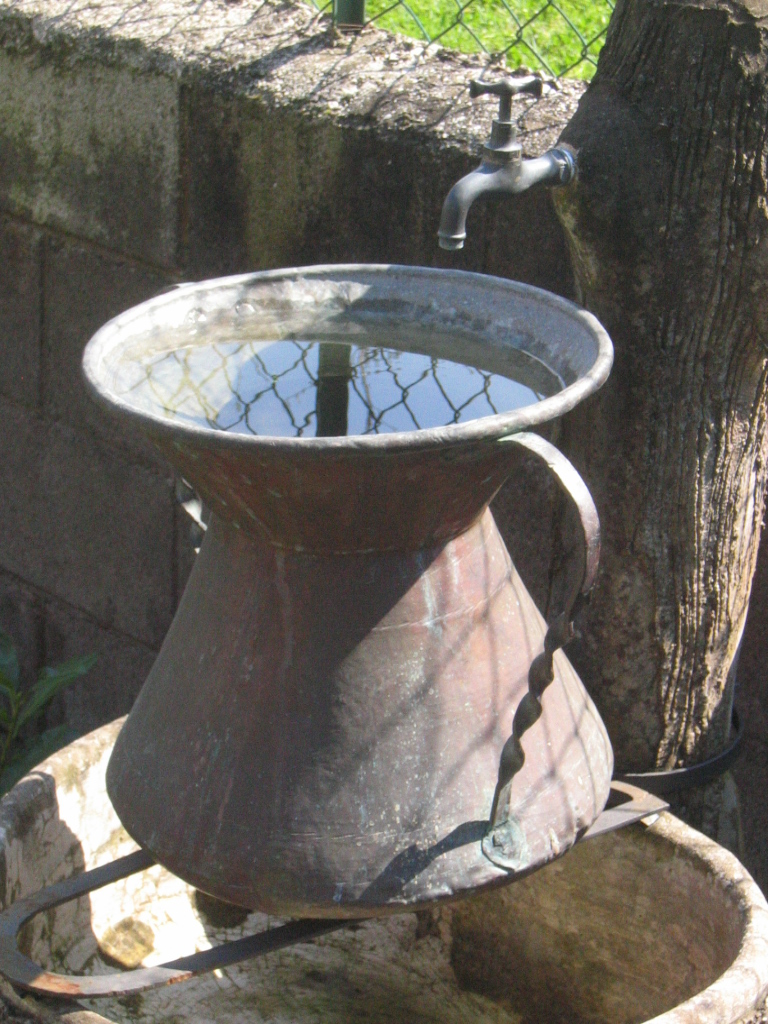
La conca

Molte città e associazioni folkloriche legano ormai la propria promozione turistica al termine Ciociaria: già durante il ventennio fascista il Touring Club Italiano adottava per identificare la provincia di Frosinone tanto il termine Campagna quanto il nome più recente di Ciociaria. Tuttavia il connubio Provincia di Frosinone - Ciociaria, non è unanimemente accettato, specie nei territori a sud della provincia (Cassinate e Sorano), un tempo appartenuti alla Provincia Terra di Lavoro.
Il territorio dell'odierna Provincia, fertile solo nei fondovalle, frazionato dalle montagne, è stato conteso in ogni epoca; Giosuè Carducci, la definì come un "grande e solenne paese pagano e cattolico": il tratto distintivo di questa terra è proprio la capillare presenza di edifici di culto, monasteri e palazzi religiosi; un filo ininterrotto di spiritualità, arte, cultura unisce i templi rurali antichi e le acropoli arcaiche delle cosiddette Città di Saturno alle cattedrali di Anagni e Alatri o ai cenobi benedettini in cui nacque il monachesimo occidentale. A Subiaco sorgono i due monasteri di Santa Scolastica e San Benedetto; in quest'ultimo, sotto due chiese sovrapposte affrescate mirabilmente da artisti di scuola senese e umbra, è racchiuso il  Sacro Speco., la grotta in cui il santo trascorse tre anni in eremitaggio prima di tornare a condividere la sua fede col mondo. Ancora oggi è facile capire perché questo luogo affascinante, sospeso sull'alta valle dell'Aniene, sia stato scelto per la meditazione più estrema. Infine è da ricordare la città di Fiuggi, rinomata in tutta Italia per le sue acque curative.
L'Abbazia di Montecassino, che Benedetto fondò nel 529 sulle rovine di un tempio di Apollo, da piccolo oratorio divenne in breve un faro di civiltà, che ci ha trasmesso molte tra le pagine più importanti della cultura universale, copiate dai monaci su codici di pergamena. Come è noto, Montecassino è stata ricostruita secondo le linee originarie dopo i bombardamenti del 1944; a rifletterne l'immagine più antica restano le oreficerie e i paramenti del Tesoro, i volumi della biblioteca, l'archivio in cui sono conservati anche i famosi Placiti cassinesi, i primi documenti in lingua italiana volgare.

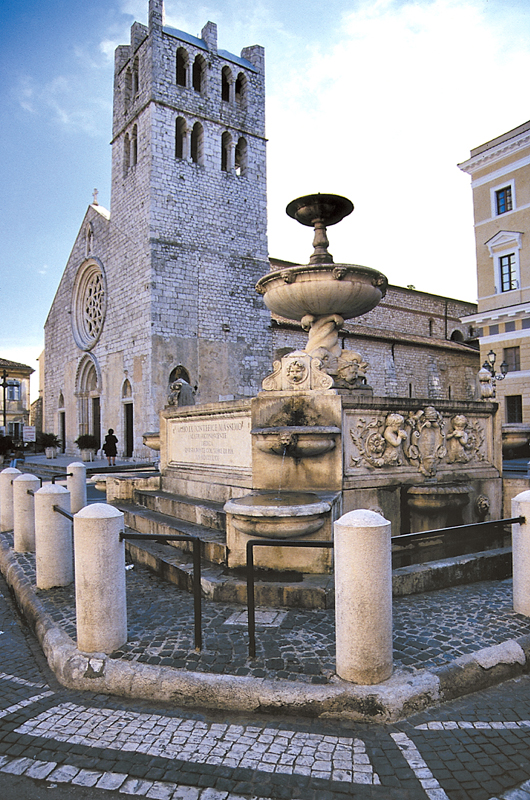
Alatri - Santa Maria Maggiore

Tra le grandi abbazie c'è poi quella duecentesca di Casamari, in territorio di Veroli, edificata dai Cistercensi nel particolare stile che era prerogativa del loro ordine: un gotico quasi del tutto privo di ornamenti, in cui la semplicità della pietra spoglia si fa capolavoro. Un gioiello è anche la Certosa di Trisulti, che dista circa sette chilometri da Collepardo, sui monti Ernici; qui il panorama riempie gli occhi quanto la chiesa barocca e la farmacia settecentesca del monastero, affrescata e completa di arredi.
Oltre che di monasteri, la carta storica della regione è costellata di antichissime città arroccate, che conservano le vestigia di popoli preromani. Le Acropoli degli Ernici e dei Volsci sono cinte da mura poligonali: tale fortezze, definite ciclopiche per l'imponenza delle costruzioni, risultarono in molti casi inespugnabili persino ai Romani ai tempi delle guerre laziali. Mura che ad Arpino si fondono con le case di Civitavecchia, il suggestivo borgo che fu il primo nucleo della città; che si ammirano particolarmente ben conservate a Ferentino, dove sfiorano i resti del teatro romano. Tra tutte però quelle meglio conservate e più belle sono sicuramente quelle dell'acropoli di Alatri, la cui origine si fa risalire a popolazioni prossime agli Ittiti ed alla cultura micenea.
Sempre ad Alatri è notevole la collegiata di Santa Maria Maggiore, una delle più belle creazioni del romanico laziale.

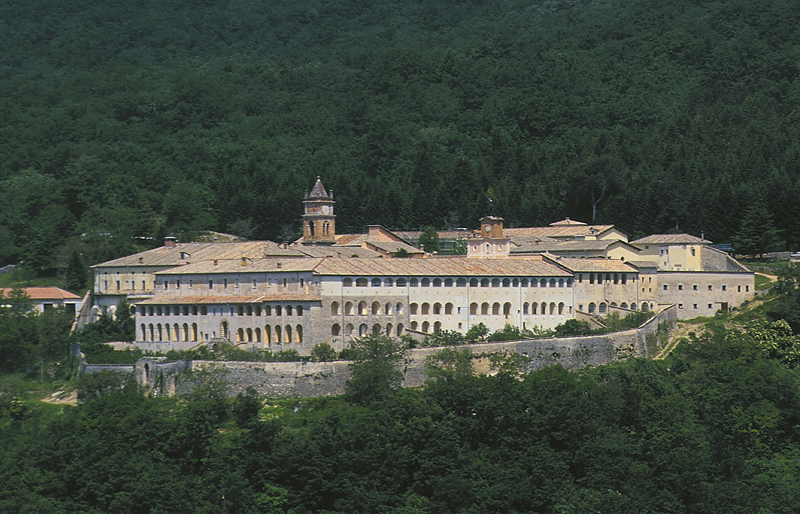
La Certosa di Trisulti

Accanto alla passeggiata archeologica si snoda quella medievale, che è quanto mai ricca e tocca gran parte dei comuni: ci porta ad esempio a scoprire Borgo San Leucio, il rione più antico di Veroli, e il trecentesco Palazzo Cantelmi di Atina; la chiesa di Santa Maria della Libera ad Aquino e la rocca di Fumone (dove morì prigioniero Celestino V, il papa del dantesco "gran rifiuto"); le mura turrite di Boville Ernica e di Vico nel Lazio. Ci conduce a Ceccano, dove troviamo la chiesa di San Nicola del XII secolo, splendido esempio di arte gotico-romanica, la chiesa di Santa Maria a Fiume di epoca medievale e ricostruita fedelmente dopo i bombardamenti della seconda guerra mondiale nonché il Castello dei Conti, recentemente ristrutturato. Ma, soprattutto, ad Anagni, che dopo essere stata la capitale degli Ernici divenne una delle residenze predilette dei pontefici romani. La città di Bonifacio VIII affascina per il suo centro storico di impronta duecentesca e aristocratica, e per la cattedrale di Santa Maria: per l'eleganza del prospetto romanico, per le sculture della Cappella Caetani, per gli affreschi di matrice ancora bizantina.

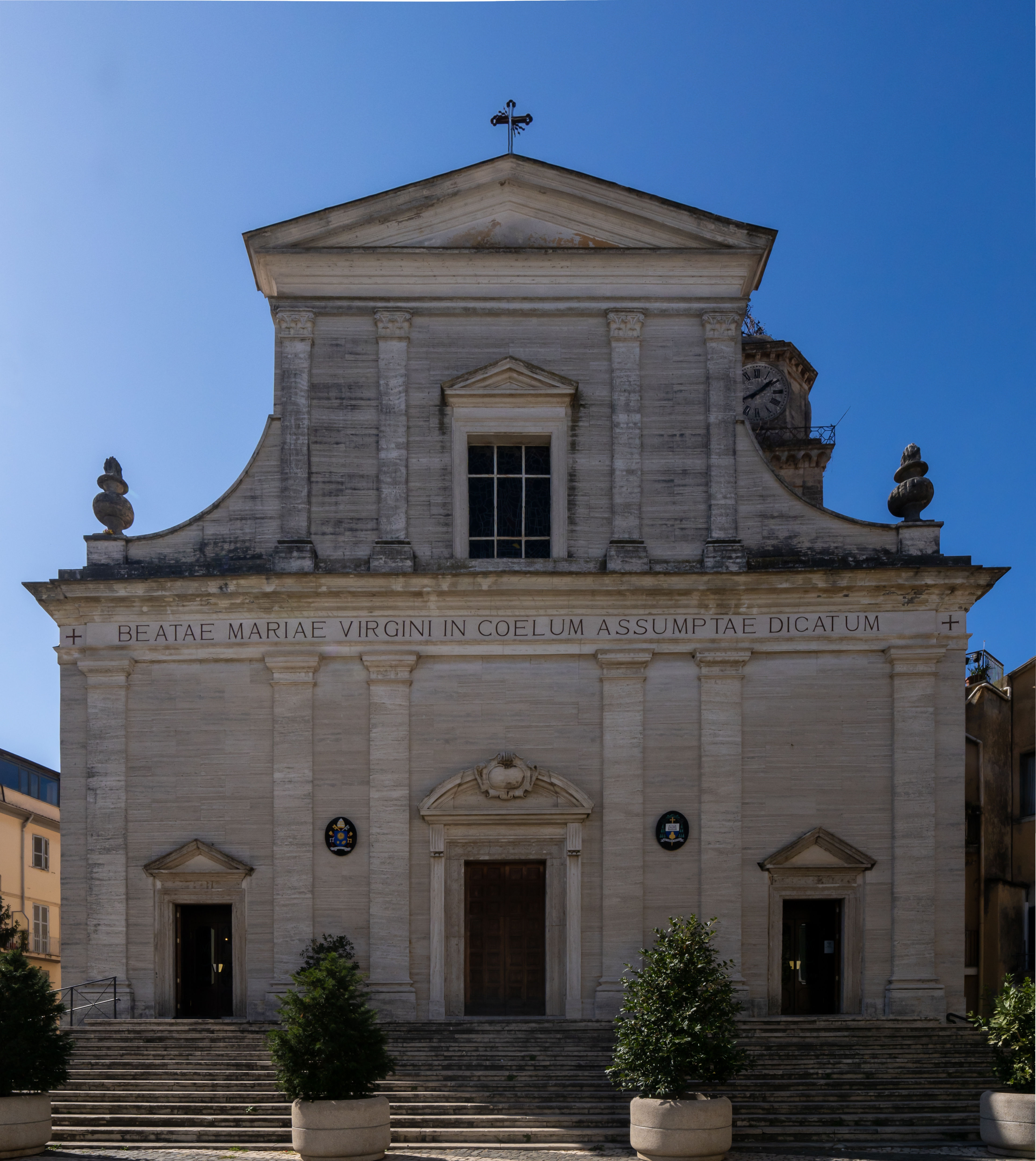
Cattedrale di Santa Maria Assunta a Frosinone

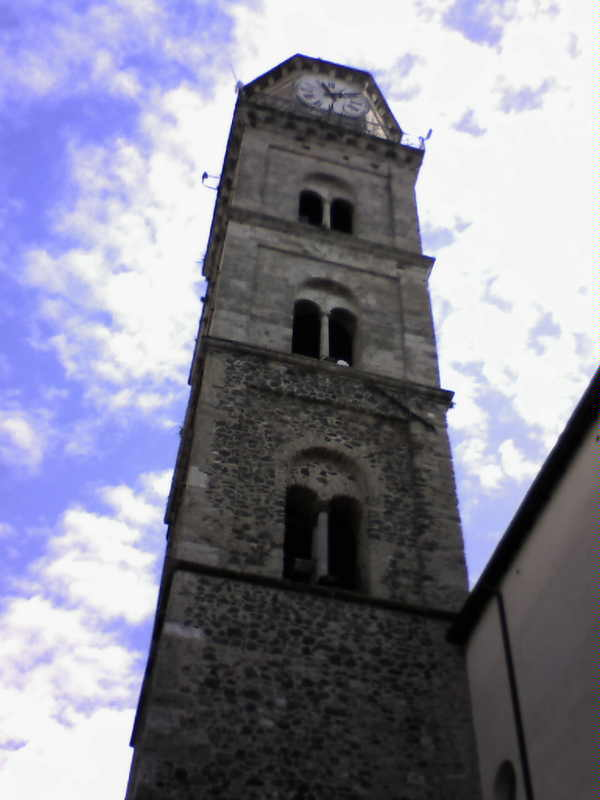
Il campanile di Frosinone, simbolo del capoluogo

Da segnalare anche che è presente una parte del parco nazionale d'Abruzzo, Lazio e Molise, che abbraccia la parte montuosa occidentale ed una bellezza naturale unica in tutta Europa: una cascata in un centro cittadino, che si trova ad Isola del Liri, che in realtà di cascate ne ha due, la Cascata Grande e la Cascata Valcatoio.
Un più recente progetto di valorizzazione turistica sta investendo risorse umane ed economiche nelle città della Valcomino (Posta Fibreno) a ridosso del parco nazionale d'Abruzzo, Lazio e Molise e attorno ai Monti Ernici (Collepardo: Pozzo d'Antullo e grotte dei Bambocci), per offrire nuovi percorsi alle esigenze del turismo ecologico.

## Infrastrutture e trasporti
Le vie di comunicazione principali della provincia di Frosinone seguono prevalentemente la conformazione naturale del territorio: senza dover scavalcare valichi di elevata altezza o traforare montagne, ferrovie e strade si sviluppano nei fondovalle della Valle del Sacco e della Valle del Liri, rispettivamente lungo le direttrici Roma-Napoli e Abruzzo-Tirreno.

### Linee ferroviarie
Le linee ferroviarie che attraversano il territorio provinciale sono due, la ferrovia Roma-Cassino-Napoli, ora affiancata dalla linea ad alta velocità e classificata nella RFI come parte della rete ferroviaria nazionale fondamentale e la Avezzano-Sora-Roccasecca, considerata invece parte della rete complementare. Una ferrovia minore, a scartamento ridotto, un tempo attraversava il territorio dei monti Ernici, da Palestrina a Frosinone via Fiuggi, detta Ferrovia Roma-Fiuggi, oggi attiva solo nella città metropolitana di Roma Capitale.

### Linee stradali

#### Autostrade e superstrade
L'autostrada del Sole nel territorio provinciale è suddivisa in sette caselli.

#### L'autostrada del Sole nel territorio provinciale
| A1 MILANO – NAPOLI Autostrada del Sole in provincia di Frosinone |      |      |           |                |
| Uscita                                                           | ↓km↓ | ↑km↑ | Provincia | Strada Europea |
| Anagni – Fiuggi Terme                                            | 604  | 149  | FR        |                |
| Area servizio "La Macchia"                                       | 611  | 147  | FR        |                |
| Ferentino                                                        | 617  | 141  | FR        |                |
| Frosinone                                                        | 624  | 136  | FR        |                |
| Ceprano                                                          | 644  | 116  | FR        |                |
| Pontecorvo – Castrocielo                                         | 659  | 101  | FR        |                |
| Area servizio "Casilina"                                         | 660  | 100  | FR        |                |
| Cassino                                                          | 670  | 90   | FR        |                |
| San Vittore                                                      | 679  | 81   | FR        |                |

Un sistema di superstrade invece si sviluppa a est dell'autostrada, per collegare le aree interne della Valcomino e dell'alta valle del Liri con il capoluogo e il meridione. Dal casello autostradale di Ferentino parte la superstrada a quattro corsie che collega l’Autostrada A1 (Italia) e Frosinone alla zona di Sora per diramarsi poi attraverso le direttrici per:
- Avezzano - Strada statale 690 Avezzano-Sora, strada a scorrimento veloce, di due corsie, che attraverso la Valle Roveto, collega la provincia di Frosinone con la Marsica;
- Atina - SR 627 attraverso la Val Comino da cui si può proseguire per Isernia – Strada Provinciale 1 Vandra o raggiungere Cassino o Pescasseroli - Strada statale 509 di Forca d'Acero (Strada statale nel tratto abruzzese e regionale (SR 509) in quello laziale).

#### Altre strade
Il resto del territorio provinciale è coperto da una rete stradale minore caratterizzata dalle antiche strade statali, che si sviluppano anche attraverso valichi e aree pedemontane.
- Strada statale 6 Via Casilina, che collega Roma a Napoli
- Strada statale 82 della Valle del Liri
- Strada statale 155 di Fiuggi, passando per Alatri, Fiuggi e Palestrina collega i comuni ernici con la capitale.
- Strada statale 156 dei Monti Lepini, che collega Frosinone e Latina.
- Strada statale 627 della Vandra
- Strada statale 630 Ausonia, ora SR630, che collega Cassino a Formia, passando per Ausonia.
- Strada statale 637 di Frosinone e di Gaeta
- Strada statale 666 di Sora
- Strada statale 690 Avezzano-Sora

### Aeroporti
- Aeroporto di Frosinone Girolamo Moscardini – aeroporto militare.
- Aeroporto di Aquino - Dal 17 novembre 2008 l'aeroporto di Aquino, con il suo centro di attività sportiva Aquiland, è stato aperto al traffico aereo nazionale per diventare un importante punto di appoggio per l'aviazione generale e traffico aereo civile.

## Cultura

### Identità della provincia
Sebbene a partire dal fascismo la provincia sia erroneamente dai media e a livello popolare fatta coincidere con il termine ciociaria, il territorio è stato per millenni chiamato con altri nomi. Parte dell'antico Latium, la divisione in due aree politiche e culturali risale al Medioevo. A partire da questo periodo, infatti, l'area centro-settentrionale, ossia la Campagna, apparteneva allo Stato della Chiesa. L'area più a sud, che faceva parte della Provincia di Terra di Lavoro, era parte del Regno di Napoli (poi Regno delle Due Sicilie). Questa divisione plurisecolare ha comportato la formazione di due identità culturali e linguistiche distinte.

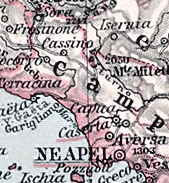
La divisione del territorio provinciale prima dell'istituzione della Provincia di Frosinone.

Questa differenza è rappresentata nello stesso stemma provinciale, composto dal Leone, simbolo di Frosinone e dalle Cornucopie, simbolo dell'antica Terra di Lavoro.
Inoltre, l'equazione "Ciociaria=Provincia di Frosinone", usata dal fascismo locale come terminologia unificante, oltre ad essere scorretta dal punto di vista storico e geografico anche per i territori dell'antica Campagna pontificia, è fortemente osteggiata dalle popolazioni della Media e Bassa Valle del Liri-Garigliano, differente dalle radici storiche e culturali dei territori centro-settentrionali e, quindi, oggetto più volte di proposte di istituzione di una nuova provincia. Al fine di ridare a questi territori un'identità propria, infatti, tra il 1956 ed il 2006, sono state presentate ben dieci proposte di legge; l'ultima in particolare, datata 2006, prevedeva una provincia "tripolare" con capoluoghi le città di Cassino, Sora e Formia ed era rafforzata dalle delibere favorevoli di 41 dei 63 comuni interessati, che rappresentavano la maggioranza della popolazione dell'area stessa (circa 205 000 abitanti su 310.000 complessivi).

#### Dialetto

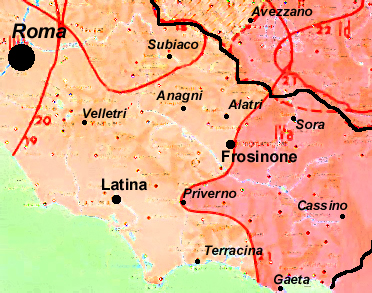
Dialetti meridionali (in magenta) e mediani (in rosa) nel Lazio (tra le province di Frosinone e Latina il confine è segnato dal consonantismo).

Le parlate locali della provincia di Frosinone sono tradizionalmente raggruppate dai linguisti in due gruppi ben distinti fra loro: i dialetti italiani mediani e nello specifico il laziale centro-settentrionale (a cui sono ascritte le diverse varianti locali che vengono spesso definite a livello popolare, ma impropriamente sul piano linguistico, dialetto ciociaro o in passato campanino) e i dialetti italiani meridionali a cui sono ascritte invece le parlate simili ai dialetti campani a sud della linea immaginaria Sora-Ceprano-Circeo, che sono definite come laziale meridionale. Il dialetto sorano, in particolare, è stato studiato dal glottologo Clemente Merlo in uno dei suoi lavori più importanti, la Fonologia del dialetto di Sora.
In linea di massima, possiamo considerare "mediani" i dialetti della provincia di Frosinone delle località appartenute allo Stato Pontificio (es. Alatri, Frosinone, Ceccano, Sgurgola, Giuliano di Roma, anche se in alcuni di questi vi è il conguaglio in "e" della vocale finale dei vari termini dialettali) e "meridionali" i dialetti delle cittadine e paesi "borbonici" della provincia (es. Cassino, Sora, Isola del Liri, Pontecorvo). Nei dialetti appartenenti al gruppo meridionale, comunque, è possibile rilevare anche qualche elemento in accordo con l'area mediana, cosa del resto è riscontrabile anche nella Provincia di Latina.

### Arte e monumenti

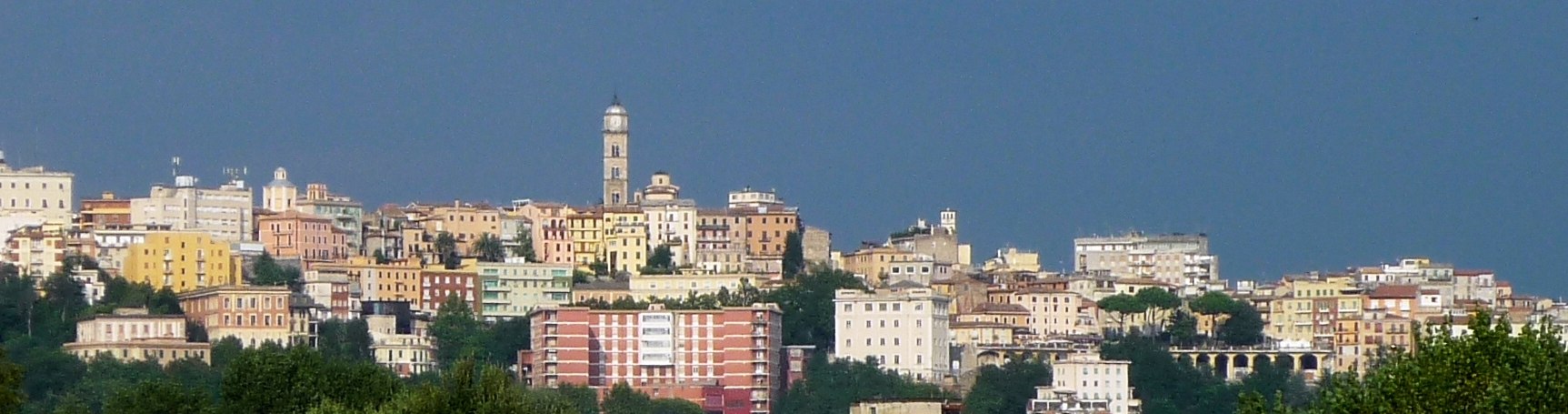
Frosinone

Il territorio della provincia occupa un territorio culturalmente molto eterogeneo, in cui è possibile trovare sovrapposti, come per buona parte dell'Italia peninsulare, le tracce della tradizione greco-romana agli edifici di culto del cristianesimo e i resti dell'incastellamento medievale.

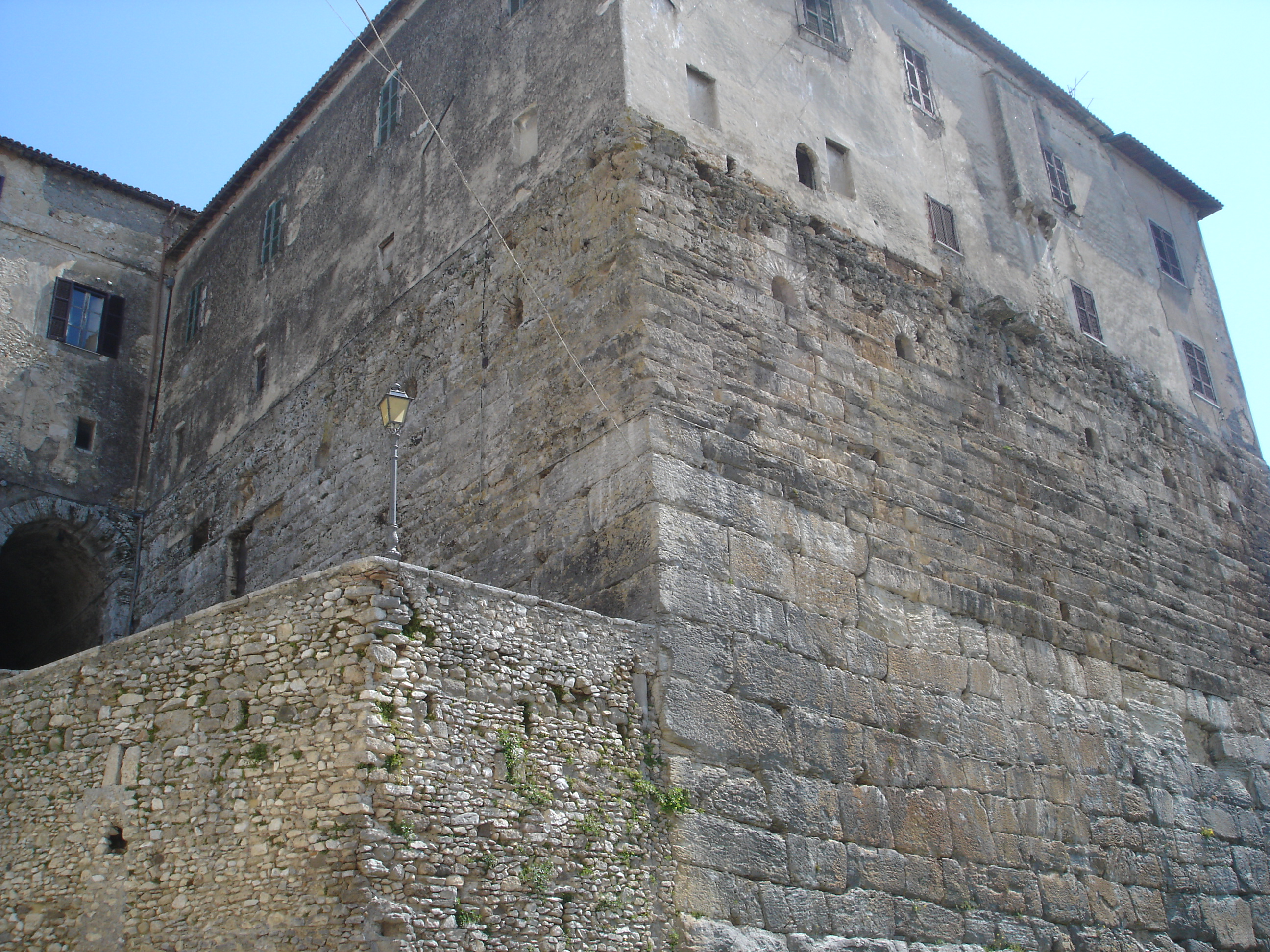
Acropoli di Ferentino.

Importanti testimonianze archeologiche sono raccolte nelle tracce affiorate di alcune città romane quali Fregellae e Fabrateria nova, nonché le aree archeologiche di Aquinum e Casinum nelle quali è possibile ritrovare i selciati dell'antica via Latina, archi monumentali, anfiteatri e templi pagani. Un'importante villa romana è stata trovata presso Anagni, mentre molte città della provincia, le cosiddette città saturnie, conservano dei suggestivi perimetri murari che hanno alimentato nella tradizione filosofica e letteraria miti e leggende sulla loro costruzione.
Il medioevo sconvolse l'assetto urbano romano, trasformando molte delle antiche città della Regio I in alcune povere rocche di campagna. Le testimonianze più importanti del basso medioevo, quando il territorio della provincia si trovò a metà tra il ducato di Benevento e il ducato romano, sono il castello di Vicalvi, sede del gastaldo di Sora e i ruderi di fortificazioni a Rocca d'Arce, Aquino e Fumone, molte delle quali scomparse già nel primo Rinascimento.
Il più importante riferimento artistico e monumentale del medioevo nel territorio provinciale è dato dall'importante sistema di abbazie benedettine e cistercensi: Montecassino, Trisulti e Casamari sono i più celebri esempi internazionali di architettura monastica medievale e rinascimentale. Caratteristici gli elementi architettonici tardomedievali dei centri storici di Anagni, Alatri, Alvito, Ferentino e Veroli.

L'edificio razionalista Ina-Casa di Cassino, opera dell'arch. Giuseppe Nicolosi.

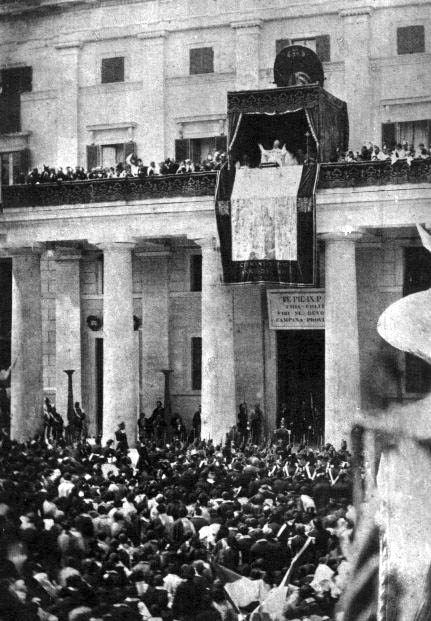
Palazzo della Prefettura di Frosinone, visita di Pio IX

Dell'età moderna restano pochi elementi di rilievo artistico e culturale, come i resti delle prime industrie cartarie ad Isola del Liri e l'urbanistica sociale connessa, i palazzi istituzionali di Frosinone superiore, costruiti a seguito dell'elevazione della città a capoluogo di provincia; tracce di razionalismo italiano sono presenti nelle ricostruzioni di Sora, dopo il terremoto del 1915, Pontecorvo e Cassino, quest'ultima sulla linea Gustav fu distrutta dal bombardamento degli alleati durante la seconda guerra mondiale

#### Chiese e monasteri

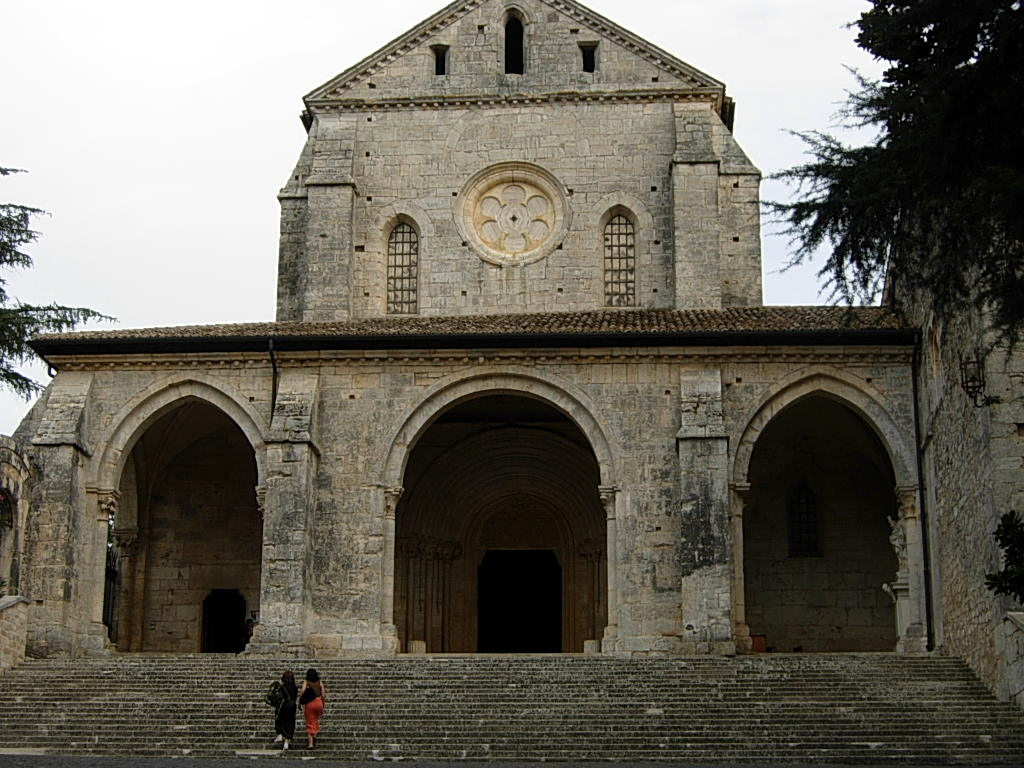
Abbazia di Casamari

| Comune         | Chiese, santuari e oratori                                                                                                  |
| -------------- | --- |
| Alatri         | Collegiata di Santa Maria Maggiore                                                                                          |
| Anagni         | Duomo |
| Aquino         | Chiesa di Santa Maria della Libera; Chiesa di San Tommaso.; Basilica Cattedrale San Costanzo Vescovo e San Tommaso d'Aquino |
| Atina          | Cattedrale di Santa Maria Assunta.                                                                                          |
| Boville Ernica | Chiesa di San Pietro Ispano                                                                                                 |
| Cassino        | Abbazia di Montecassino |
| Ceccano        | Collegiata di San Giovanni Battista; Santuario di Santa Maria a fiume; Chiesa di San Nicola                                 |
| Collepardo     | Certosa di Trisulti |
| Ferentino      | Chiesa di Santa Maria Maggiore.                                                                                             |
| Frosinone      | Chiesa di San Benedetto; Cattedrale di Santa Maria Assunta; Santuario Madonna della Neve                                    |
| Settefrati     | Santuario di Canneto |
| Sora           | Abbazia di San Domenico |
| Veroli         | Abbazia di Casamari;Scala Santa;Concattedrale                                                                               |
| Vicalvi        | Chiesa San Giovanni Battista e Evangelista; Convento di San Francesco d'Assisi                                              |

#### Castelli e palazzi storici

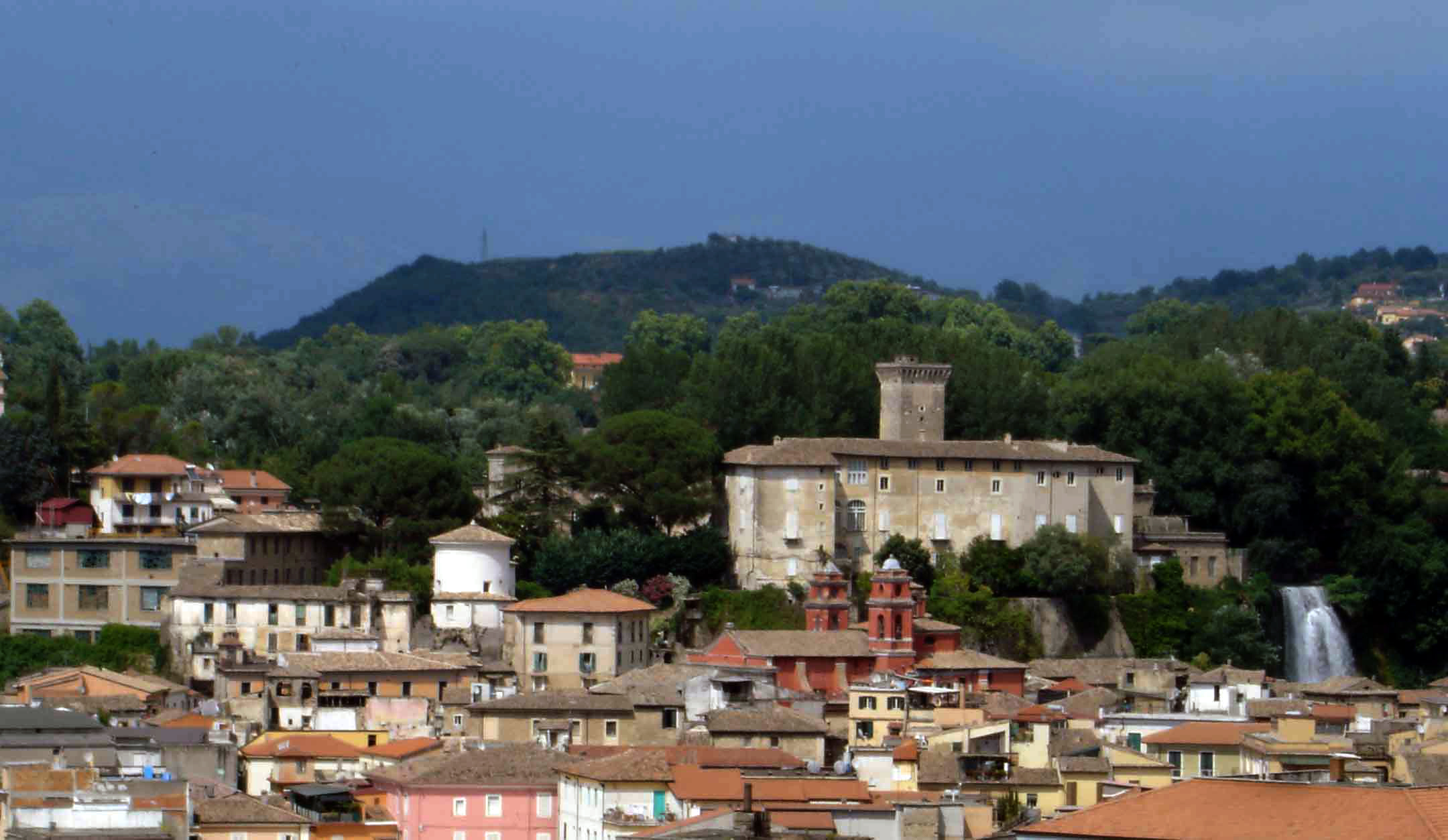
Isola del Liri, Castello Boncompagni-Viscogliosi

| Comune                     | Castelli e palazzi storici                                |
| -------------------------- | --------------------------------------------------------- |
| Alvito                     | Castello Cantelmo, Palazzo Gallio, Palazzo Elvino         |
| Alatri                     | Palazzo Gottifredo                                        |
| Anagni                     | Palazzo dei Papi                                          |
| Aquino                     | Castello dei Conti d'Aquino, Casa di San Tommaso d'Aquino |
| Arce                       | Torre di Campolato, Castello di Isoletta                  |
| Arpino                     | Castello di Ladislao                                      |
| Atina                      | Palazzo ducale                                            |
| Boville Ernica             | Palazzo Filonardi; Mura Medievali                         |
| Cassino                    | Rocca Janula                                              |
| Ceccano                    | Castello dei Conti de Ceccano; Castel Sindici             |
| Cervaro                    | Castello di Monte Trocchio                                |
| Isola del Liri             | Castello ducale Boncompagni - Viscogliosi                 |
| Monte San Giovanni Campano | Castello D'Avalos                                         |
| Sant'Apollinare            | Castello della torre, Palazzo Murario Palazzo difensivo   |
| Sora                       | Castello San Casto                                        |
| Veroli                     | Palazzo Campanari                                         |
| Vicalvi                    | Castello di Vicalvi                                       |

#### Musei

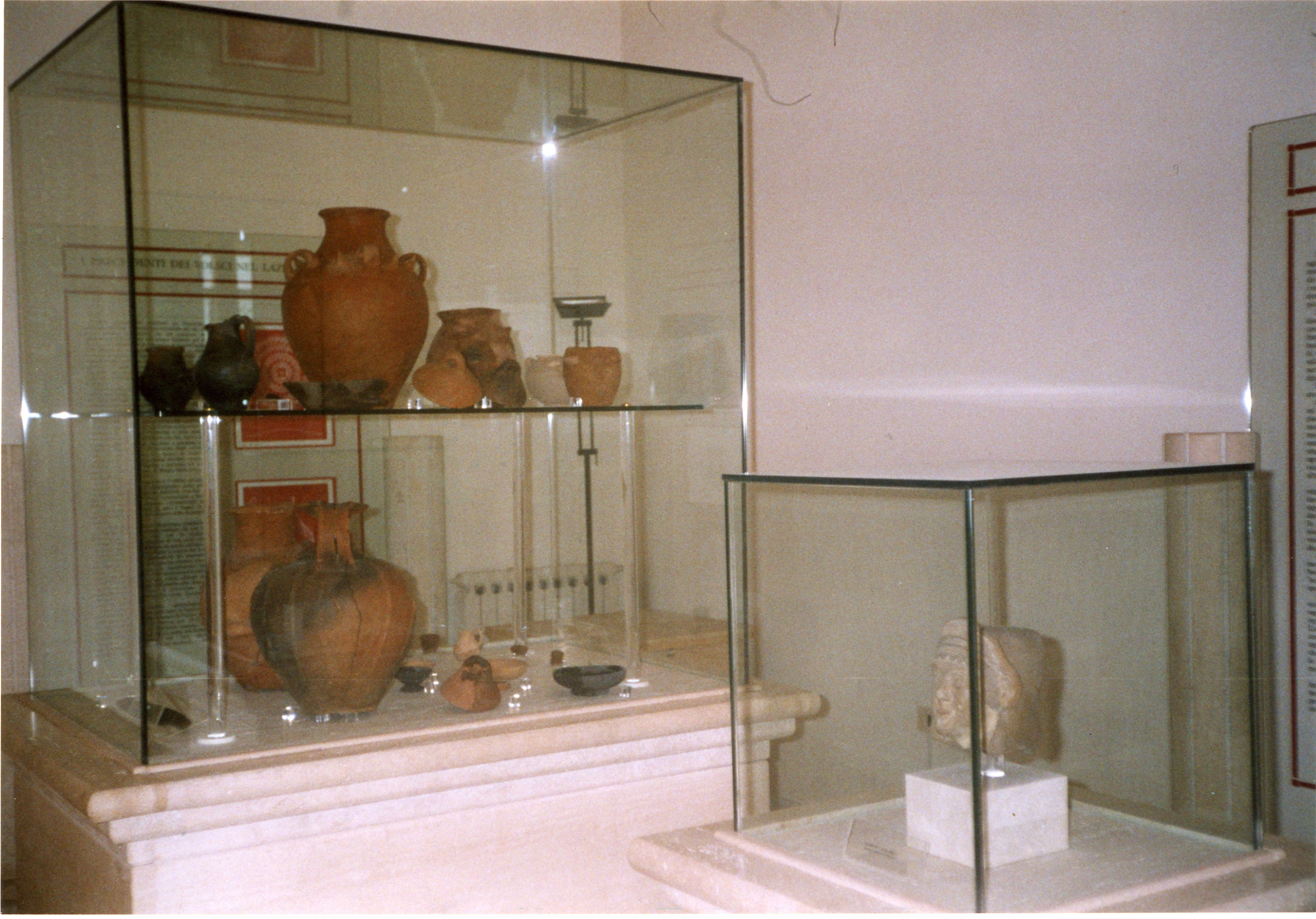
Frosinone, Museo archeologico.

| Comune    | Musei                                     |
| --------- | ----------------------------------------- |
| Alatri    | Museo civico archeologico                 |
| Aquino    | Museo archeologico                        |
| Atina     | Museo archeologico                        |
| Cassino   | Museo archeologico nazionale              |
| Cassino   | Historiale                                |
| Cassino   | Museo d'Arte Contemporanea (CAMUSAC)      |
| Ceprano   | Museo archeologico di Fregellae           |
| Frosinone | Museo archeologico                        |
| Sora      | Museo della Media Valle del Liri          |
| Sgurgola  | Museo delle Bande Musicali e della Musica |

#### Archeologia

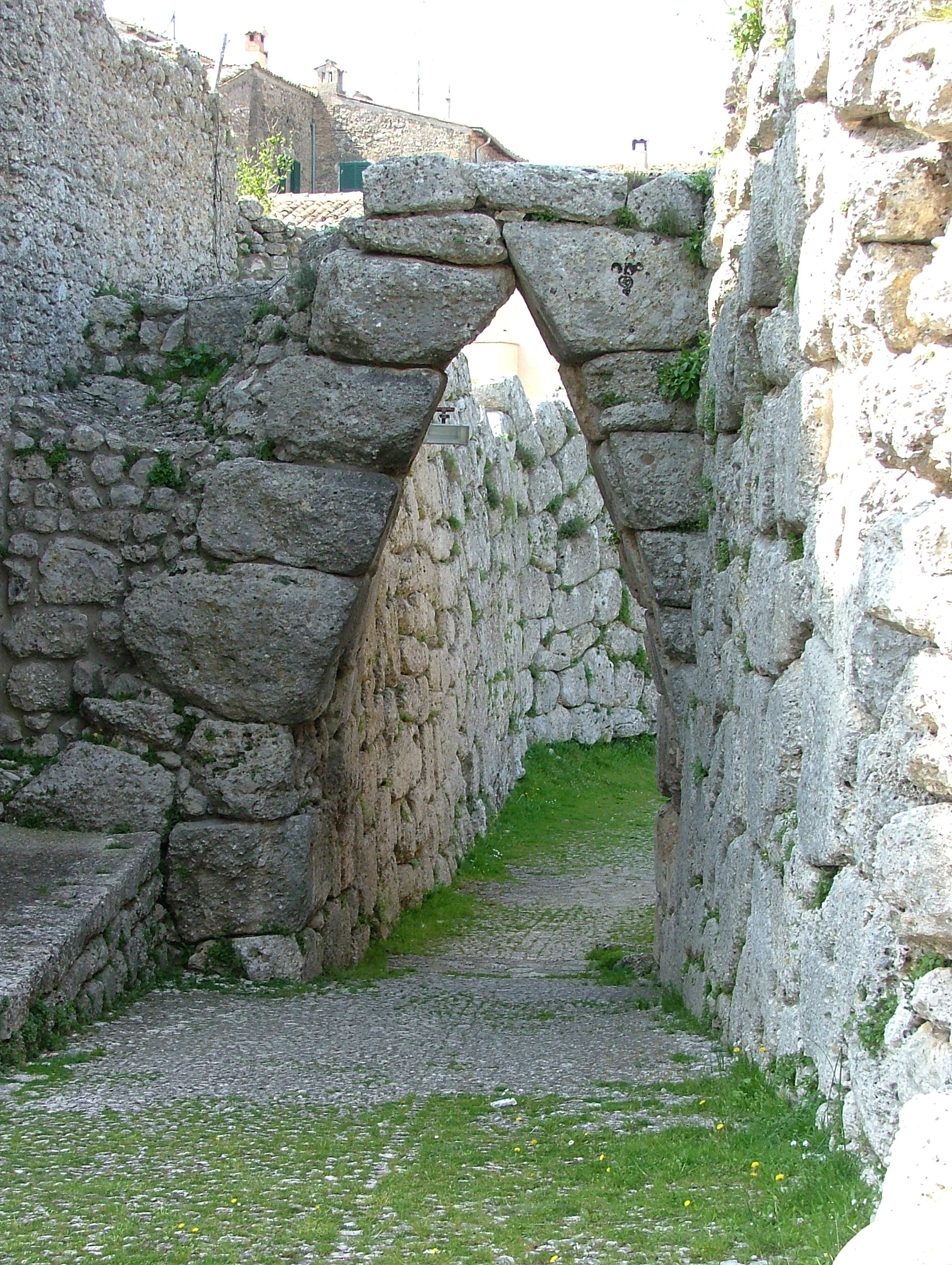
Arpino, arco a sesto acuto.

| Comune                 | Archeologia |
| ---------------------- | --- |
| Ferentino              | Mura Ciclopiche (2,5 km); Teatro Romano; Mercato Coperto Romano; Testamento di Aulo Quintilio; Acropoli.; Castrum Porciani |
| Arpino                 | Mura ciclopiche. |
| Aquino                 | Area archeologica di "Aquinum"                                                                                             |
| Atina                  | Mura ciclopiche. |
| Alatri                 | Mura ciclopiche |
| Anagni                 | Acropoli.; Area archeologica "Fontana Ranuccio"; Area archeologica "Villa Magna"                                           |
| Cassino                | Area archeologica di Casinum                                                                                               |
| Arce                   | Area archeologica di Fregellae                                                                                             |
| San Biagio Saracinisco | Sepolcreto sannite di Ominimorti                                                                                           |
| San Giovanni Incarico  | Area archeologica di Fabrateria nova                                                                                       |
| Sant'Apollinare        | Area archeologica Cimitero Romano                                                                                          |
| Veroli                 | Acropoli. |

#### Biblioteche, università e teatri

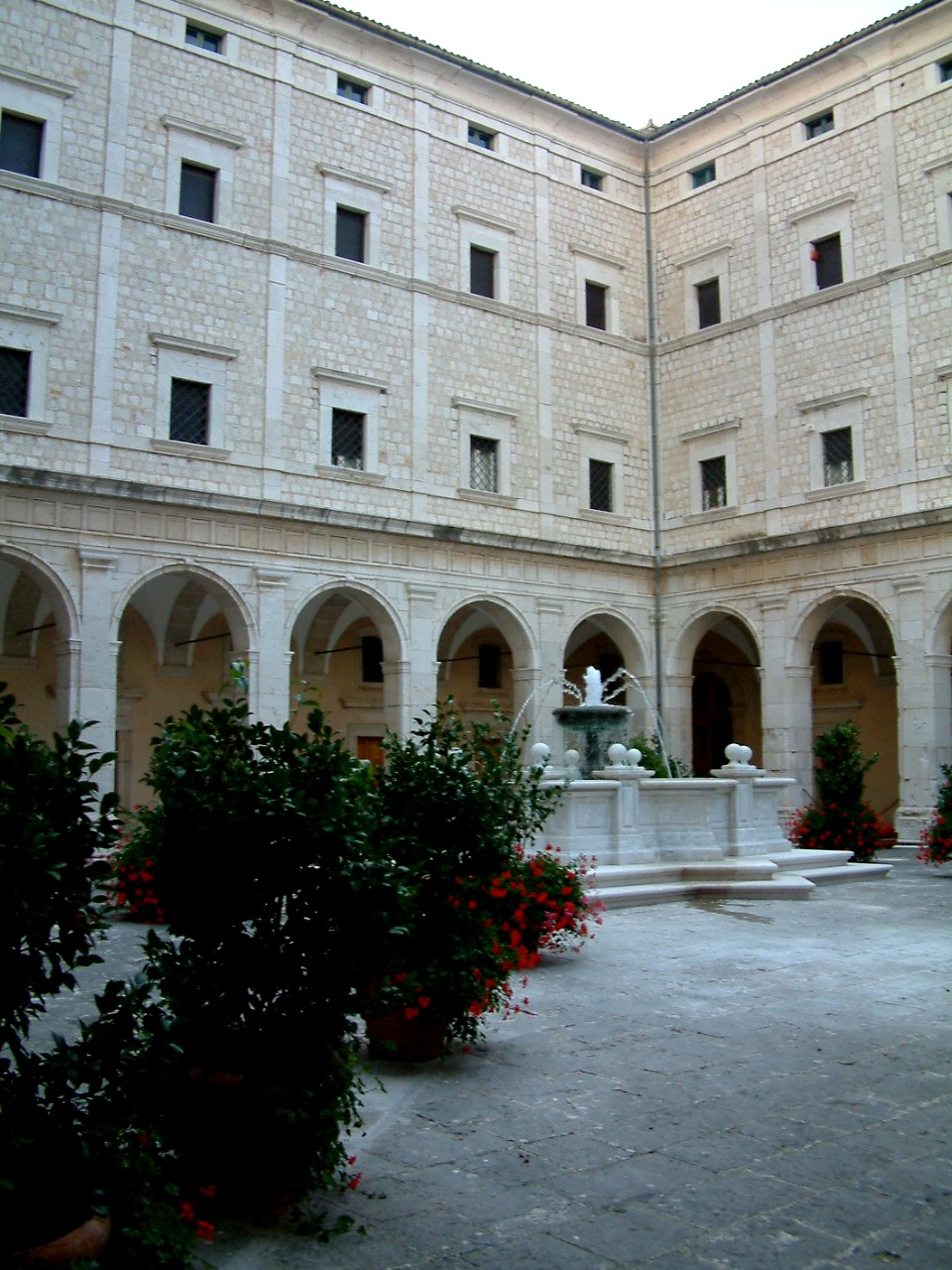
Biblioteca dell'abbazia di Montecassino

| Comune          | Biblioteche e università                                                                                                   |
| --------------- | --- |
| Cassino         | Università degli studi di Cassino (Scienze Motorie, Lettere e Filosofia, Ingegneria, Economia e Commercio, Giurisprudenza) |
| Cassino         | "Sapienza" - Università di Roma (Farmacia e Medicina)                                                                      |
| Cassino         | Biblioteca comunale "Pietro Malatesta"                                                                                     |
| Cassino         | Teatro "Manzoni" |
| Frosinone       | Università degli studi di Cassino (Ingegneria ambientale)                                                                  |
| Frosinone       | Accademia di belle arti |
| Ceccano         | Biblioteca comunale "Filippo M. De Sanctis"                                                                                |
| Aquino          | Biblioteca comunale |
| Aquino          | Sala Giovenale |
| Alatri          | Biblioteca comunale |
| Anagni          | Biblioteca comunale |
| Frosinone       | Biblioteca comunale |
| Ferentino       | Biblioteca comunale |
| Isola del Liri  | Teatro "Mangoni"; Biblioteca Comunale "Modesto Galante"                                                                    |
| Sora            | Università degli Studi di Cassino (Scienze delle comunicazioni)                                                            |
| Veroli          | Biblioteca Giovardiana |
| Sant'Apollinare | Associazione Bibliotecaria Intercomunale "Valle dei Santi" sede comune                                                     |

## Monumenti e luoghi d'interesse

### Parchi naturali

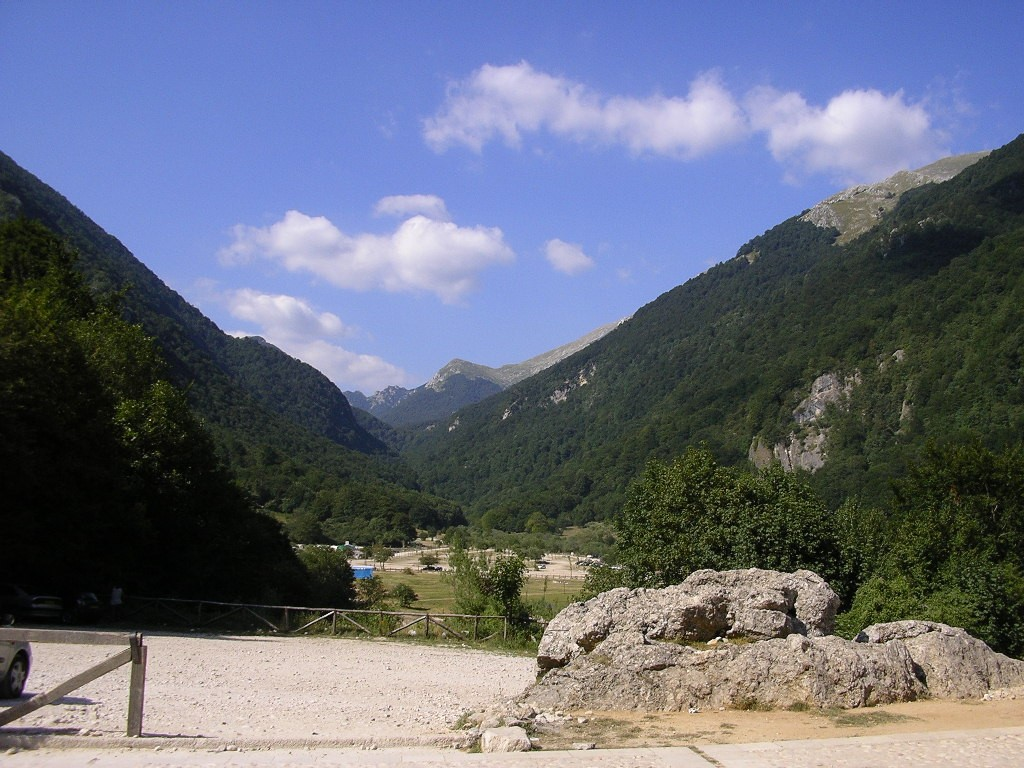
La valle di Canneto nel parco nazionale d'Abruzzo, Lazio e Molise.

#### Aree protette principali
Entro il territorio della provincia di Frosinone si sviluppano diverse aree protette, occupando circa l'11% dell'intero territorio provinciale. Si tratta di aree parchi prevalentemente montani, come lo storico parco nazionale d'Abruzzo, Lazio e Molise, fra i primi parchi nazionali d'Italia, che nel Lazio si sviluppa entro lo spartiacque del fiume Melfa, ovvero la Valcomino. È l'istituzione che protegge ambienti preziosi e ricchi di acque e biodiversità, fra i più celebri della provincia come la Valle di Canneto o il complesso delle Mainarde-Monti della Meta. Di più recente istituzione è invece il parco naturale dei Monti Aurunci, che occupa le cime meridionali della provincia, al confine con il territorio del sud pontino: l'area interessata, sebbene coperta prevalentemente da pascoli e da boschi di leccio e roverelle, con rare e sporadiche faggete negli ambienti cacuminali, è un importante ambiente per la conservazione di specie rare ed endemiche come il ragno Tegenaria bordoni e il coleottero Leptusa sibyllinica subsp. aurunca. Numerose le specie di orchidacee, altrove assenti in provincia, fra cui Ophrys bombyliflora e Ophrys argolica crabronifera.
È in progetto l'istituzione di un parco regionale dei Monti Ernici..

#### Altre riserve
Oltre alle grandi riserve montane che ricadono nel territorio della provincia una serie di piccole oasi sono state istituite nel corso degli anni per proteggere piccoli ambienti lacustri o boschivi come la riserva naturale lago di Posta Fibreno, in cui è preservato dalla pesca e dal turismo abusivo il prezioso ambiente lacuale e ripario, importante rifugio per l'avifauna migrante e locale insieme alla riserva naturale del lago di Canterno.
Un'oasi minore è gestita dalla sezione provinciale del WWF presso Collepardo, in cui alle pendici di una collina in parte coperta da un querceto mesofilo è stato istituito un piccolo orto botanico didattico che raccoglie la flora dei monti Ernici.

## Galleria d'immagini

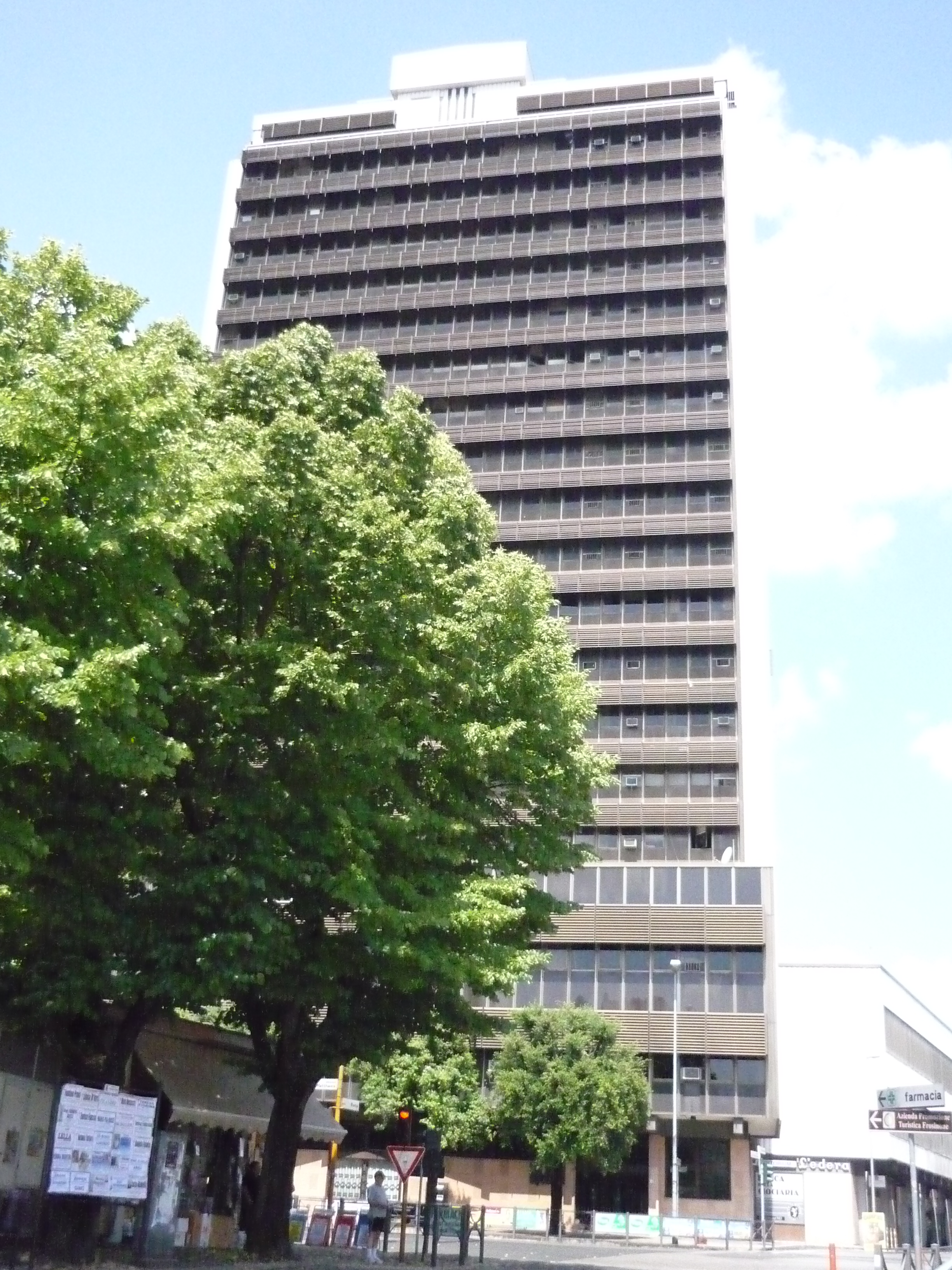
Il Grattacielo Edera di Frosinone.
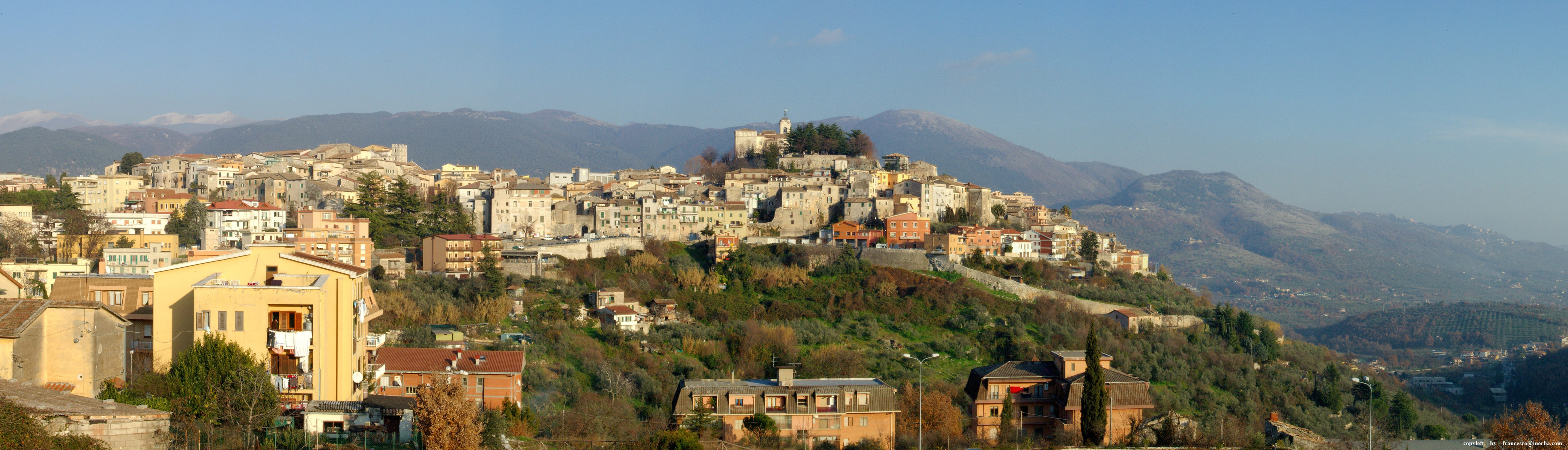
Alatri
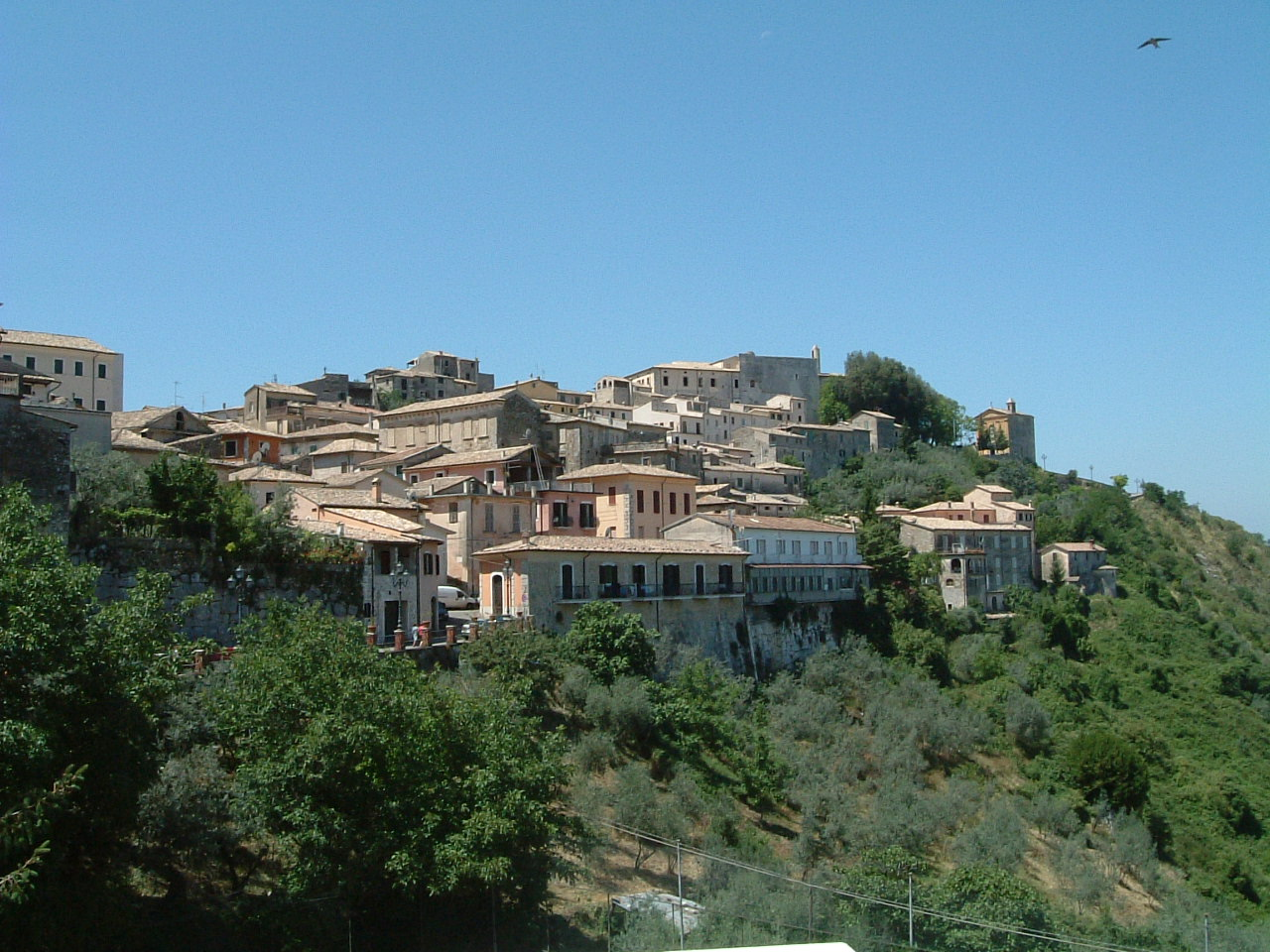
Arpino
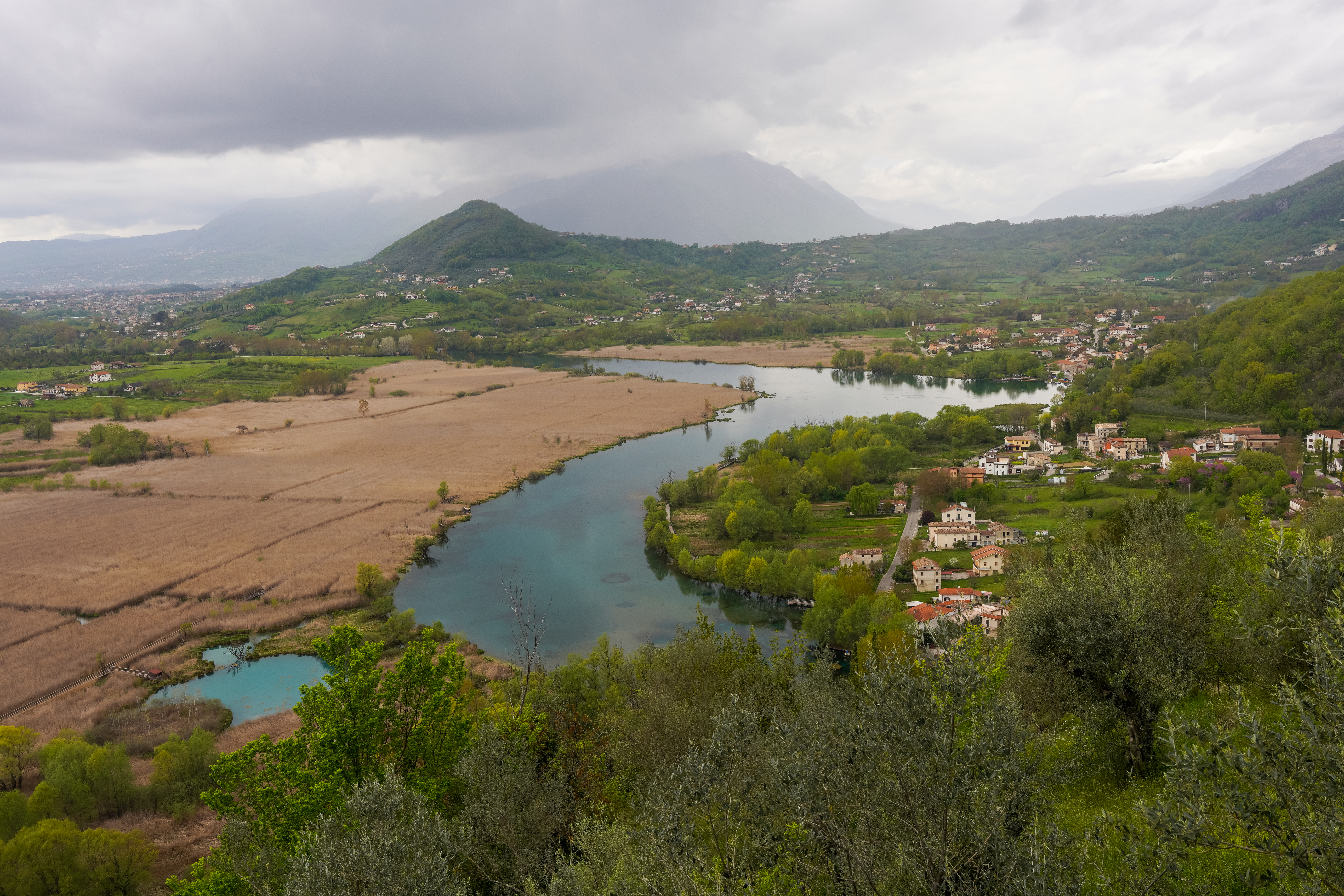
La riserva naturale lago di Posta Fibreno.
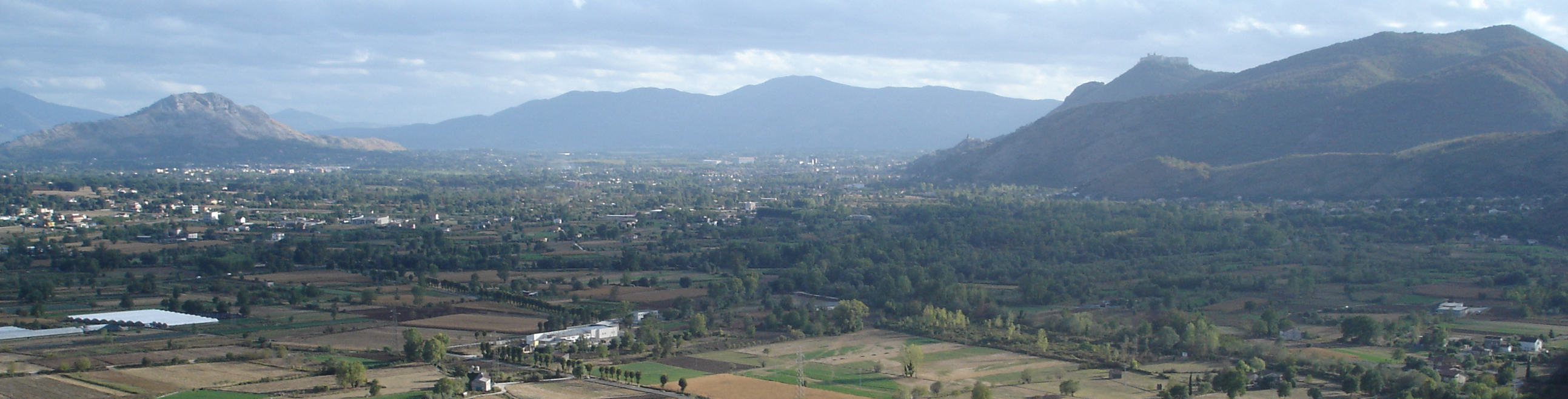
La campagna di Cassino.
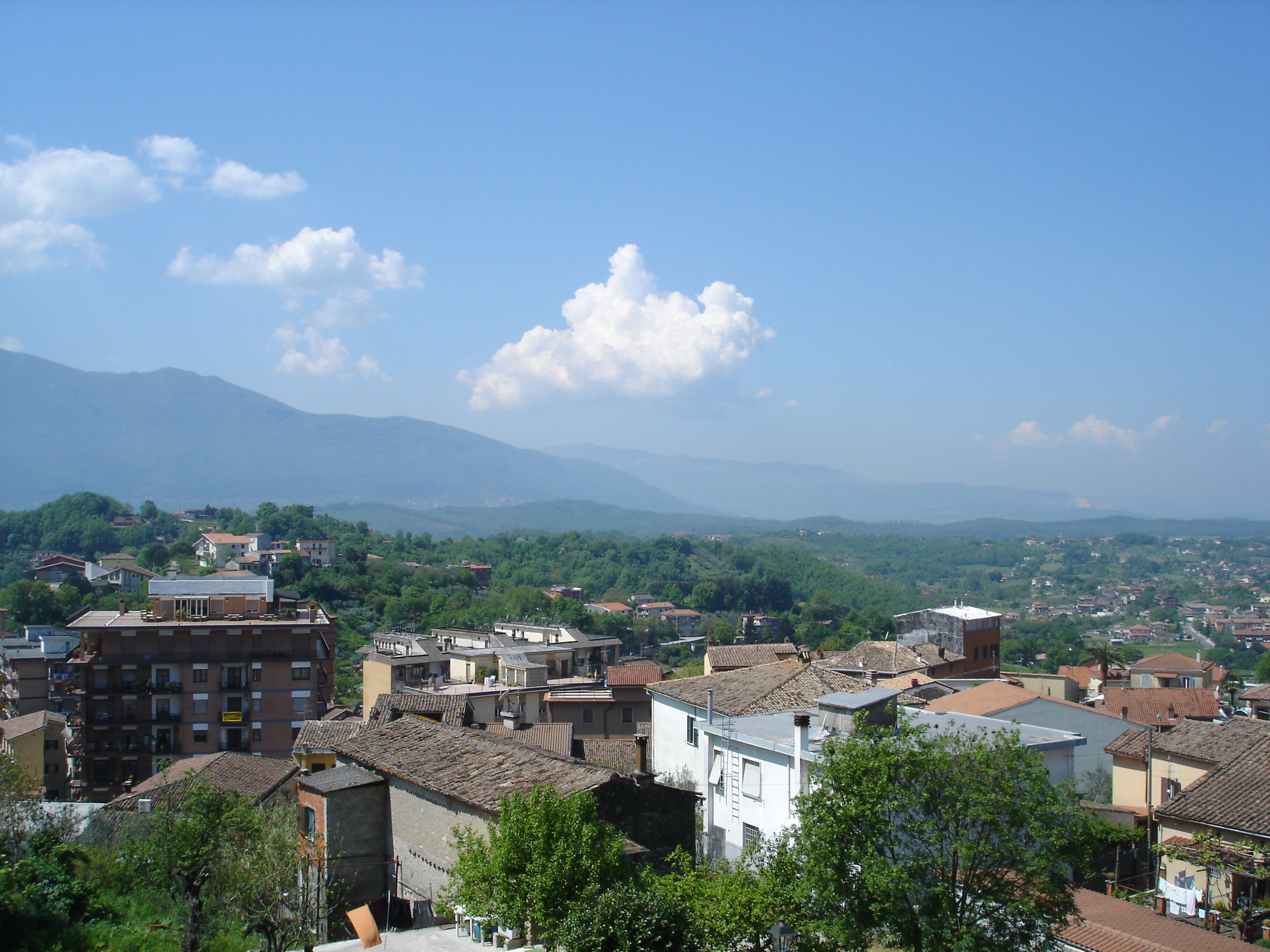
La valle del Sacco vista da Ferentino.
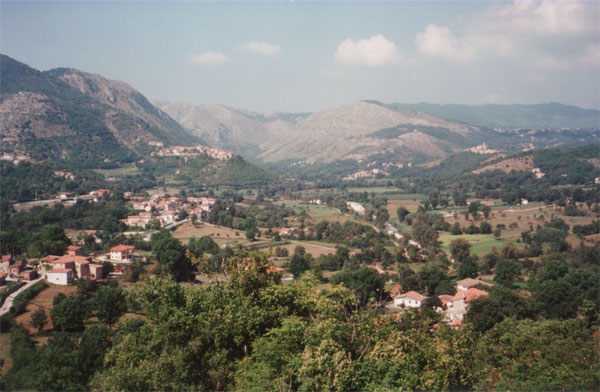
Casalattico e la Val di Comino.